# Wereldkampioenschap wegrace 1982
Het wereldkampioenschap wegrace seizoen 1982 was het 34e in de geschiedenis van het door de FIM georganiseerde wereldkampioenschap wegrace.

## Algemeen

### FIM
- In Juni 1982 besloot de FIM in 1983 een Grand Prix toe te wijzen aan Zuid-Afrika. Die zou worden georganiseerd op het circuit van Kyalami bij Johannesburg.
- Tijdens het FIM-congres in oktober werd de WK-status van de GP van Finland en de GP van Tsjecho-Slowakije afgenomen omdat de circuits te gevaarlijk waren. Ze kregen nu wel de races om het Europees kampioenschap, wat opmerkelijk was, want voor deze minder ervaren coureurs waren de circuits kennelijk veilig genoeg.

### Merken/Teams
- Voor privérijders in de 500cc-klasse werd 1982 een moeilijk jaar, want er was een zeer groot aantal fabriekscoureurs. Dat werd mede veroorzaakt door de opkomst van de tabakssponsoring. Yamaha had slechts één echte fabriekscoureur: Kenny Roberts, maar daarnaast waren er gesponsorde rijders die voor een half miljoen gulden (ca. 225.000 euro) een Yamaha OW 60 kochten. Philip Morris sponsorde het Marlboro-Yamaha-team van Giacomo Agostini met Graeme Crosby en Graziano Rossi, British American Tobacco het team Lucky Strike-LCR-Yamaha-team van Egbert Streuer en Bernard Schnieders en het HB-Suzuki-GB-team met Randy Mamola en Virginio Ferrari dat met 2½ miljoen gulden (1,1 miljoen euro) het grootste sponsorcontract ooit kreeg. De Franse Service d'Exploitation Industrielle des Tabacs et Allumettes steunde via Gauloises het Sonauto-Yamaha-team met Marc Fontan. Imperial Tobacco sponsorde Barry Sheene met het merk John Player. Het Chevallier-Yamaha-team met Didier de Radiguès en Eric Saul werd gesponsord door Johnson. De oorzaak lag voor een deel in het feit dat in veel landen takaksreclame via radio en TV al verboden was. Daarnaast waren er nog de 500cc-fabrieksteams van Kawasaki (Kork Ballington) en RSC-Honda. Honda had de nieuwe Honda NS 500 tweetakten voor Marco Lucchinelli, Freddie Spencer en Takazumi Katayama, terwijl Ron Haslam zo nu en dan met de Honda NR 500-viertakt aan de start kwam.
- Honda kwam in 1982 eindelijk met een tweetaktmotor, de Honda NS 500 driecilinder. Toch had men het Honda NR 500-viertaktproject nog niet helemaal afgeschreven: Ron Haslam stond via Honda GB ingeschreven met een dergelijke machine, maar scoorde geen enkele punt. Na de GP des Nations verscheepte Honda alle NS 500-racers naar Japan om nieuwe frames te monteren. Tegen het einde van het seizoen werd duidelijk dat Honda de NS-500 aan privérijders zou gaan leveren, maar dat er ook een 250cc-versie zou komen.
- Kawasaki concentreerde zich - zonder succes - op de 500cc-klasse met de KR 500 met monocoque-frame en Kork Ballington als rijder. Tegen het einde van het seizoen begonnen de fabriekscoureurs openlijk te klagen: zowel Ballington als Toni Mang (250- en 350 cc) vonden dat Kawasaki niet genoeg geld in de ontwikkeling van de racers stak en dreigden na het seizoen op te stappen. Uiteindelijk maakte Kawasaki in oktober bekend te zullen stoppen met racen.
- Kreidler bevond zich begin 1982 aan de rand van het faillissement en het (Van Veen)-fabrieksteam werd opgeheven. Toch stond er nog "Van Veen" op de stroomlijnkuip van Stefan Dörflinger, maar hij werd gesteund door Mike Krauser en Herbert Rittberger, niet door Van Veen.
- Suzuki ondersteunde twee teams: Het Britse HB-Suzuki met Randy Mamola en Virginio Ferrari en Suzuki Italia onder leiding van Roberto Gallina met Franco Uncini en Loris Reggiani. Van deze coureurs kwam in de eerste helft van het seizoen alleen Uncini uit de verf en daarom kreeg Jack Middelburg vanaf de TT van Assen een reserve-Suzuki XR 40 van Mamola.
- Yamaha voorzag Carlos Lavado en Martin Wimmer van speciale TZ 250's met powervalves. Kenny Roberts kreeg aanvankelijk van een OW 60 square four, maar al na één race kreeg hij een OW 61 W-4. Roberts kreeg echter geen ondersteuning van andere Yamaha-rijders, die via sponsoren hun OW 60's voor veel geld hadden moeten kopen en zichzelf niet als fabrieksrijders beschouwden. Voor de TT van Assen en de Belgische Grand Prix kreeg Boet van Dulmen op aandringen van Kenny Roberts een OW 60, maar na twee races was hij erg teleurgesteld in de machine en hij schakelde weer over op zijn privé Suzuki RG 500.

### Coureurs
- Boet van Dulmen testte eind 1981 en begin 1982 met de 500cc-Cagiva, maar bij de laatste test was hij met een Suzuki RGB op het Autodromo Vallelunga anderhalve seconde sneller dan met de Cagiva. Hij stond het hele seizoen ingeschreven als fabrieksrijder voor Cagiva, maar de machine werd maar niet racerijp, zodat hij met zijn privé-Suzuki bleef rijden. Voor de TT van Assen en de Belgische GP kreeg hij de beschikking over een fabrieks-Yamaha OW 60. Na de Britse Grand Prix werd bekend dat hij de 1981-Suzuki's van Jack Middelburg voor de rest van het seizoen (drie GP's) mocht gebruiken.
- John Ekerold kon door de problemen bij sponsor Solitude geen 350cc-racers meer bemachtigen, maar hij had nog een goede relatie met het Solo-team, dat bereid was twee Suzuki RGB's voor hem te kopen. Uiteindelijk kwam hij in de 500cc-klasse uit voor Cagiva.
- Virginio Ferrari maakte deel uit van het Britse HB-Suzuki-team, maar brak in het voorjaar in Californië een pols. Die blessure bleef hem tot augustus achtervolgen, waardoor hij geen rol van betekenis kon spelen.
- Gregg Hansford besloot al voor het seizoen begon dat hij niet fit genoeg zou zijn op op hoog niveau te racen en besloot in Australië te blijven omdat aan salooncarraces deel te nemen.
- Jack Middelburg had enerzijds een teleurstellend seizoen omdat hij zich al vroeg moest laten opereren aan een been. Een pen in zijn been bleef maar ontsteken. Anderzijds kreeg hij vanaf de TT van Assen een fabrieks-Suzuki XR 40, een reservemotor van Suzuki Britain, die bedoeld was om steun te verlenen aan Franco Uncini.
- Minarelli zette in 1982 geen fabrieksteam meer in, maar had nog steeds de snelle 125cc-racers die in 1981 wereldkampioen waren geworden. Ángel Nieto besloot de machines in te zetten en kreeg hulp van Jan Thiel, die ook zijn 250cc-Siroko-Rotax zou gaan onderhouden. Uiteindelijk werd Minarelli gekocht door Garelli, waardoor Nieto op dezelfde machines met een ander logo reed.
- Jean-Louis Tournadre moest het hele seizoen erg op de penningen letten. Hij paste zijn rijstijl zelfs aan op het behoud van de motorfiets om hoge onderhoudskosten te voorkomen. Tijdens de Britse Grand Prix liet hij een extra vrije training schieten omdat daar 110 gulden voor betaald moest worden. Desalniettemin wist hij wereldkampioen 250 cc te worden.
- Franco Uncini werd officieel wereldkampioen 500 cc op een woensdag tussen twee wedstrijden in. Het was 4 augustus, vier dagen voor de GP van Zweden, toen Kenny Roberts voor de tweede keer geopereerd werd aan zijn pink en meteen daarna naar de VS vertrok. Daardoor was Uncini niet meer in te halen.

#### Overleden
- Testrijder Ikujiro Takaï overleed in juni op het circuit van Sugo tijdens testritten. Bij een val door een vastloper brak hij zijn nek.
- John Newbold verongelukte eveneens in juni tijdens de North West 200 bij een ongeval waarbij ook Mick Grant betrokken was.
- Zijspancoureur Jock Taylor overleed op 15 augustus tijdens de Finse Grand Prix aan inwendige bloedingen ten gevolge van een ongeluk.

#### Gestopt
- De 125cc-race tijdens de TT van Assen was de afscheidsrace van Jan Huberts.
- Zijspancoureur Hein van Drie besloot na de Finse Grand Prix zijn carrière te beëindigen omdat de sport voor hem te duur werd.
- Bakkenist Benga Johansson beëindigde zijn carrière toen zijn coureur Jock Taylor tijdens de GP van Finland verongelukte.

### Races
Argentinië, Buenos Aires
In 1981 waren veel coureurs nog huiverig geweest om af te reizen naar Argentinië, met de slechte ervaringen van de GP van Venezuela in het achterhoofd. De organisatie was echter uitstekend gebleken. Toch gingen er begin 1982 geruchten dat de wedstrijden door geldgebrek niet door zouden gaan. Argentinië wist echter zelfs de 500cc-klasse te contracteren en toen tijdens het FIM-congres werd besloten in 1983 een Grand Prix aan Zuid-Afrika toe te kennen werd als eis gesteld dat de organisatie vergelijkbare vergoedingen aan de coureurs zou betalen als Argentinië deed. Wel was de matige kwaliteit van de benzine in Argentinië een probleem. 
Oostenrijk, Salzburgring
Doordat de Oostenrijkse GP altijd eind april georganiseerd werd, was er al jarenlang "sneeuwgarantie". In 1979 kon er nauwelijks getraind worden door het slechte weer, in 1980 werd de hele race afgeblazen en stonden de teams ingesneeuwd in het rennerskwartier en in 1982 sneeuwde het opnieuw tijdens de trainingen. De Japanse fabrieken stelden voor om de GP opnieuw af te blazen, maar lieten het uiteindelijk aan hun coureurs over of ze wilden rijden of niet. Die fabrieksrijders hadden al een enorm voordeel, want in de weken voor de GP hadden de fabrieken het circuit voor privétrainingen afgehuurd. privérijders waren daarbij weggestuurd en hadden nog helemaal niet kunnen trainen. Uiteindelijk werd er één training op een verraderlijk en gedeeltelijk droog circuit gereden. Uiteindelijk werden er vier ingekorte races gereden, voor slechts 40.000 toeschouwers.
Frankrijk, Nogaro
Dat het circuit van Nogaro niet geschikt was voor motorraces was al tijdens de Franse GP van 1978 gebleken, toen er tientallen valpartijen door het slechte wegdek waren geweest. Toen Nogaro een toewijzing kreeg voor 1982 hadden de rijders zich daar al tijdens de Britse Grand Prix van '81 over opgewonden, maar tijdens het FIM-congres in het voorjaar van 1982 in Tokyo was rijdersvertegenwoordiger Franco Uncini niet aanwezig. De voorzitter van de organiserende club André Divies was daar wél. Hij verklaarde dat de club alles in het werk stelde om de baan eerder dan gepland (1983) in orde te maken, maar dat zou 2 miljoen Franse franks kosten. Uncini bleef nogal laconiek: na de Grand Prix van Oostenrijk verklaarde hij dat hij de woensdag voor de Franse Grand Prix "wel even ging kijken". Dat was te laat: alle belangrijke 500cc-fabrieksteams verboden hun rijders te starten omdat de fragiele frames, die 10 tot 15 kg lichter waren dan die van de productieracers, op het slechte wegdek zouden breken. Daarmee waren de fabrieksrijders uitgeschakeld, maar door een handtekeningenactie, bedreigingen en intimidatie tekenden uiteindelijk ook veel privérijders, zelfs die in de lichtere klassen, die de problemen van de scheurende frames beslist niet kenden. Het leidde aanvankelijk tot hoge geldboetes en voorwaardelijke schorsingen, die uiteindelijk bijna allemaal werden teruggedraaid. Nogaro kreeg nooit meer een Grand Prix toegewezen. 
Spanje, Jarama
Tien dagen voor de Spaanse Grand Prix werd er door Suzuki al getraind in Jarama, maar er waren toen al veel valpartijen, o.a. van Randy Mamola. Tijdens de normale trainingen ging het ook niet goed met de Suzuki-coureurs met valpartijen van (opnieuw) Mamola, maar ook van Loris Reggiani, die een hiel en een pols brak. Virginio Ferrari was na een trainingsval in de Verenigde Staten al geblesseerd geraakt. Zo was Jack Middelburg de snelste Suzuki-man in de kwalificatie, met dezelfde (tweede) tijd als Kenny Roberts. Voor de 250cc-klasse reed Jean-François Baldé veruit de snelste tijd, maar hij viel over een oliespoor en kneusde een wervel. Ook Martin Wimmer en Siegfried Minich raakten zodanig geblesseerd dat ze niet konden starten. Ricardo Tormo brak een pink, maar kon toch starten. De organisatie was nu in handen van de Real Automóvil Club de España, die voor een betere promotie had gezorgd en 60.000 toeschouwers wist te trekken.
Nations GP, Misano
In Italië was de ziekenboeg al voor de start tamelijk vol: Suzuki miste Virginio Ferrari, Jack Middelburg en Loris Reggiani. Boet van Dulmen was herstellende van een hersenschudding en een gebroken pees in zijn vinger en Graziano Rossi raakte in de training geblesseerd. Zijn Yamaha OW 60 ging naar Marc Fontan. Sommigen startten ondanks hun blessures: Didier de Radiguès met een gebroken hiel, Ángel Nieto met een gekneusde rib en rugklachten en Richard Schlachter probeerde zich tevergeefs te kwalificeren met een gebroken pols. Ook Martin Wimmer had nog last van zijn val in Spanje. De kwalificatietrainingen waren al spannend, vooral die van de 500cc-klasse, waarin Franco Uncini, Freddie Spencer, Graeme Crosby, Marco Lucchinelli en Kenny Roberts binnen 0,5 seconden stonden. De organisatie liet alle (vijf) soloklassen starten en daarom begon het programma al om 10 uur 's ochtends met de 50cc-race.
Dutch TT, Assen
Voor de TT van Assen hadden de teams en coureurs een pauze van vier weken gehad. Honda gebruikte dit om de NS 500-racers terug te halen naar Japan en te voorzien van carbonfiber wielen en remschijven en aluminium frames. De Nederlanders Boet van Dulmen en Jack Middelburg werden verrast doordat ze allebei fabrieksracers kregen: Van Dulmen een Yamaha OW 60 en Middelburg een Suzuki XR 40. In Assen startten alle klassen, maar toen een zware regen en hagelbui de 500cc-race verstoorde kwam men wel in tijdnood. De 50cc-klasse startte al om 10.00 uur, toen een groot aantal van de 140.000 toeschouwers nog onderweg naar het circuit was. 
België, Spa-Francorchamps
Nadat de TT van Assen door regen ernstig verstoord was, gebeurde dat in België niet, maar zaterdag regende het zo hard dat de jury gedwongen was nog op zondagochtend extra trainingen te organiseren. Omdat er slechts vier klassen startten kwam het programma niet in gevaar: dat de 125cc-race pas om 13.00 uur het programma opende was gepland. Honda scoorde voor het eerst sinds 30 september 1967 (Mike Hailwood) een overwinning in de 500cc-klasse. Als het om de controle van het publiek ging wilde het maar niet lukken in België. Terwijl de FIM de toegang voor het publiek in het rennerskwartier al jaren verbood, konden dronken toeschouwers voor 100 francs de monteurs het sleutelen vrijwel onmogelijk maken en tijdens de race voor de vangrail plaatsnemen en bierflessen op de baan gooien.
Joegoslavië, Rijeka
Voorafgaand aan de Joegoslavische Grand Prix vroegen velen zich af of Graeme Crosby misschien een Yamaha OW 61 W-4 zou krijgen, want daarmee had hij een week eerder getest op Mugello. Racemanager Kel Carruthers had inderdaad drie OW 61's in de vrachtauto staan, maar twee van die machines waren voor Kenny Roberts en de derde bleef in de auto staan. Ook was het afwachten of de 500cc-Cagiva aan de start zou komen. Jon Ekerold had het testwerk van Boet van Dulmen overgenomen, maar had voortdurend last van vastlopers gehad. Organisatie was in Joegoslavië nog steeds ver te zoeken. Vooral de kwalificatietijden leverden problemen op. Het duurde tot laat in de zaterdagavond tot ze eindelijk gepubliceerd werden en toen was het voor iedereen die zelf een stopwatch had gehanteerd duidelijk dat er niets van klopte. Dat was vooral vervelend voor rijders die daardoor buiten de kwalificatie vielen. Omdat er slechts vier klassen aan de start kwamen werd er pas gestart om 12.00 uur, op het heetst van de dag, bij temperaturen van meer dan 30 °C. 
Groot-Brittannië, Silverstone
De 500cc-wereldtitel werd voor een deel al in de trainingen op woensdag voor de Britse Grand Prix beslist, toen zowel Barry Sheene als Jack Middelburg gewond raakten. Die training was voor een bedrag van 110 gulden opengesteld voor iedereen die de baan op wilde en ongeveer 80 rijders met motoren van 125- tot 500 cc namen eraan deel. Net achter het hoogste punt aan het einde van Farm Straight botste Patrick Igoa op Gerhard Waibel. Igoa's machine kaatste terug op de baan, net voor de aanstormende Sheene en Middelburg. Zij konden de machine niet ontwijken en kwamen hard ten val. Pas na twintig minuten arriveerde de eerste ambulance. Igoa had een gebroken sleutelbeen en Middelburg had schaaf- en brandwonden en gekneusde tenen, maar Sheene moest een acht uur durende operatie ondergaan, waarbij de artsen zijn beide benen ternauwernood wisten te behouden. Een chirurg verklaarde dat toen het been onder de knie werd opgengemaakt de botjes er gewoon uit rolden. Daarnaast had hij een gecompliceerde polsbreuk. Sheene zou ten minste twee maanden uitgeschakeld zijn en zijn kansen op de wereldtitel waren verkeken. Het was juist de race dat Barry Sheene voor het eerst de beschikking had over een Yamaha OW 61-W-4. Martin Wimmer trainde zowel in de 250- als de 350cc-klasse als snelste en won in de 250cc-race zijn eerste Grand Prix. Dat gold ook voor Egbert Streuer en Bernard Schnieders in de zijspanrace. Zij profiteerden van het uitvallen van de combinatie Rolf Biland/Kurt Waltisperg. Een zware val van Kenny Roberts in de 500cc-race betekende dat er nog slechts een theoretische kans was dat de wereldtitel Franco Uncini zou kunnen ontgaan. Ook Roberts bleek voor de rest van het seizoen te zijn uitgeschakeld.
Zweden, Anderstorp
De Zweedse organisatie was ten opzichte van de editie van 1981 enorm verbeterd. Men was veel vriendelijker en bereidwilliger ten opzichte van de coureurs en teams en had zelfs het oude zwembad gevuld, geen overbodige luxe bij temperaturen van meer dan 30 °C. In Zweden werd de wereldtitel in de 125cc-klasse beslist, maar al vier dagen eerder, op woensdag 4 augustus, werd Franco Uncini wereldkampioen in de 500cc-klasse. Hij had tot dat moment nog twee - theoretische - concurrenten: Barry Sheene en Kenny Roberts. Sheene, Roberts en Middelburg waren tijdens de Britse Grand Prix ernstig geblesseerd geraakt. Sheene was voor maanden uitgeschakeld, maar Roberts onderging die woensdag een tweede operatie aan zijn pink en reisde daarna meteen af naar Californië.
Finland, Imatra
De Finse Grand Prix verregende totaal. Het regende zo hard, dat zelfs solomotoren last kregen van aquaplaning. Een aantal coureurs stopten voortijdig en Toni Mang stopte zelfs even om de organisatie te vragen de 350cc-race te staken. Dat werd geweigerd en Mang won alsnog. Ook een aantal zijspancoureurs wilden niet starten, maar anderen, zoals Alain Michel en Jock Taylor wilden wel rijden waardoor iedereen werd gedwongen te starten om de posities in het wereldkampioenschap niet in gevaar te brengen. In de vierde ronde verongelukte Taylor en de zijspanrace werd afgeblazen. Voor de zeven afgelegde ronden werden geen punten toegekend, een blunder die pas een maand later werd hersteld. De Finse Grand Prix stond al jaren onder druk omdat het wegdek zeer slecht was en het stratencircuit, omzoomd door bomen en lantaarnpalen, ook zonder regen al gevaarlijk genoeg was. De zijspanklasse had ze in 1973 geboycot en toen had het tot 1980 geduurd voordat er weer zijspannen in Finland reden. Verbeteringen bleven door geldgebrek uit en dit was dan ook de laatste Grand Prix van Finland.
Tsjecho-Slowakije, Masaryk-Ring
De Grand Prix van Tsjecho-Slowakije kwam al in de week voor de races onder grote druk te staan. Dat had alles te maken met de toestanden tijdens de Finse Grand Prix, waar de halsstarrige organisatie weigerde de kletsnatte races op het stratencircuit Imatra stil te leggen tot dit uiteindelijk het leven kostte aan zijspancoureur Jock Taylor. De Masaryk-Ring was ook een stratencircuit en het werd voor de 500cc-klasse te gevaarlijk geacht. De coureurs vreesden de eventuele regen, waardoor het voor alle klassen levensgevaarlijk werd. Roland Freymond en Eric Saul hadden al collega's benaderd met een vragenlijst en tijdens de races om het Duitse kampioenschap op de Nürburgring hadden Toni Mang en Martin Wimmer hetzelfde gedaan. Zo gaven 74 coureurs te kennen in de toekomst niet meer op de Masaryk-Ring te willen rijden. De organisatie vroeg de rijders ten minste in 1983 nog terug te keren, want in 1984 zou het nieuwe Automotodrom Brno klaar zijn. De organiserende club probeerde tijdens een vergadering handtekeningen van bereidwillige coureurs te krijgen, maar daar spraken ook Eric Saul, Toni Mang en Mike Krauser, die drie zijspancombinaties (Biland/Waltisperg, Schwärzel/Huber en Michel/Burkhardt) en Stefan Dörflinger steunde. Krauser wilde zijn coureurs niet aan onnodige risico's blootstellen. Geen enkele coureur verklaarde zich bereid in 1983 naar Tsjecho-Slowakije te komen, tenzij er een ander acceptabel circuit gevonden werd. De wedstrijden werden nog steeds goed bezocht met op vrijdag en zaterdag al 120.000 toeschouwers en op zondag zelfs 190.000. Daaronder waren nog steeds veel fans uit de DDR, die de West-Duitse coureurs kwamen aanmoedigen.
San Marino, Mugello
Het grootste probleem voor de coureurs in Mugello was de keuze van de juiste banden en de fysieke conditie. Beide problemen werden veroorzaakt door de hitte: op de trainingsdagen oversteeg die al de 35 °C. Ook tijdens de races waren de hoge temperaturen een probleem, zowel voor sommige rijders die door de hitte moesten opgeven, als voor de machines die te warm werden. De 500cc-rijders dienden een petitie in om de race in te korten, maar die werd niet gehonoreerd.
Duitsland, Hockenheim
Voor aanvang van de Duitse Grand Prix lag de druk vooral op Duitse coureurs: Toni Mang kon nog wereldkampioen 250- en 350 cc worden. In de 250cc-klasse had hij acht punten achterstand op Jean-Louis Tournadre, die minder wedstrijden gewonnen had en daarom – bij winst van Mang – ten minste vierde moest worden. In de 350cc-klasse had Mang vijf punten voorsprong op Didier de Radiguès. Als De Radiguès zou winnen moest Mang ten minste derde worden. Theoretisch lag hier ook nog een kansje voor Jean-François Baldé. Volkomen onverwacht lag er ook nog een beetje druk op zijspancoureur Werner Schwärzel, die met bakkenist Andreas Huber zijn kampioensfeest al in Italië gevierd had, maar door de FIM met beide voeten op de aarde werd gezet toen die pas in de tweede week van september had uitgerekend dat er bij de Finse GP ontzettend geblunderd was met de puntentoekenning, waardoor Rolf Biland/Kurt Waltisperg ook nog wereldkampioen zouden kunnen worden. Als zij wonnen zou Schwärzel wel aan een negende plaats genoeg hebben.

## Puntentelling
|         | 1e | 2e | 3e | 4e | 5e | 6e | 7e | 8e | 9e | 10e |
| Punten: | 15 | 12 | 10 | 8  | 6  | 5  | 4  | 3  | 2  | 1   |

## Aantal wedstrijden
Vanaf 1977 telden alle resultaten mee.
| Klasse     | Races |
| ---------- | ----- |
| 50 cc      | 6     |
| 125 cc     | 12    |
| 250 cc     | 12    |
| 350 cc     | 9     |
| 500 cc     | 12    |
| zijspannen | 9     |

## 500cc-klasse
. 

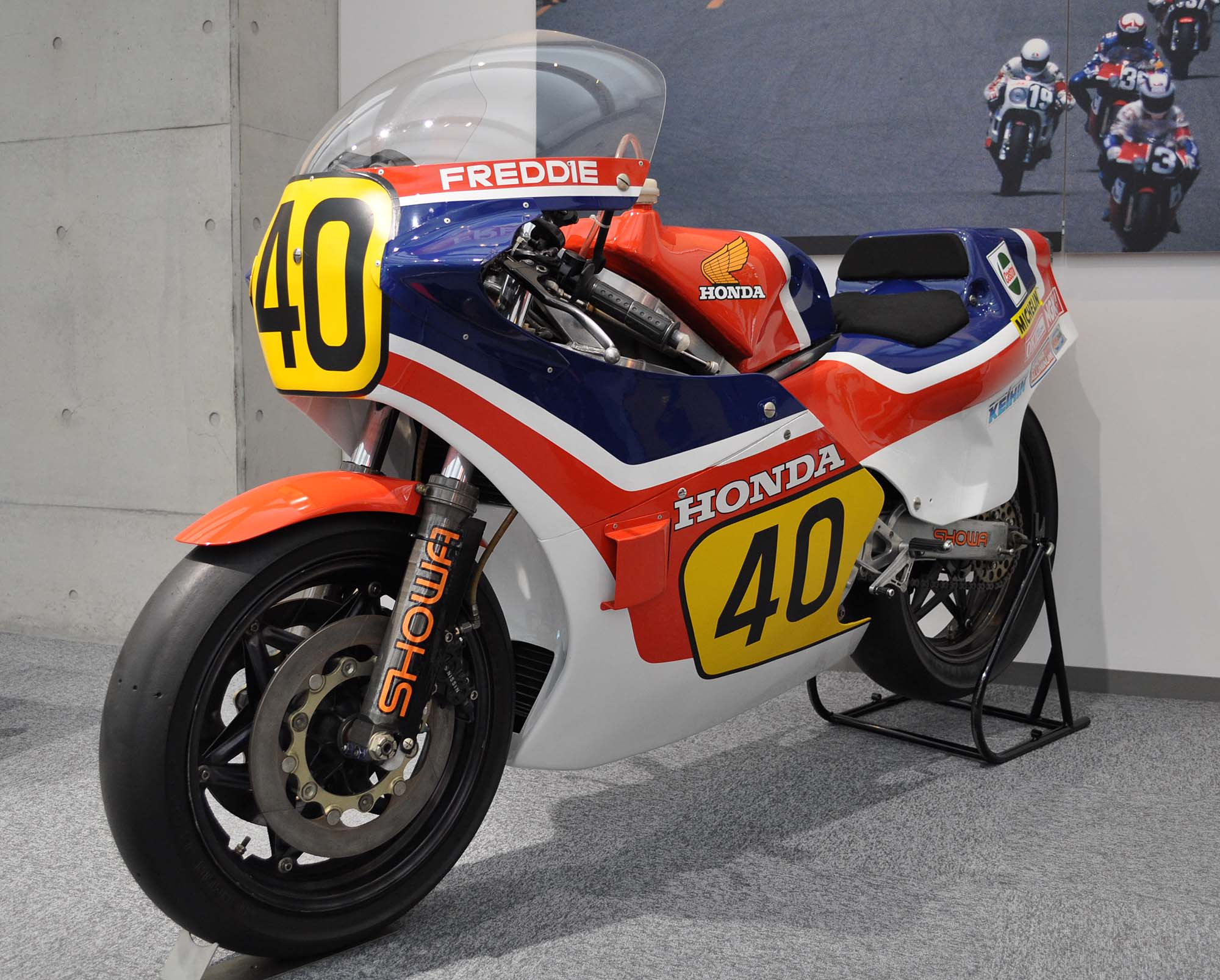
De Honda NS 500 debuteerde spectaculair in 1982. Het was de eerste keer in de geschiedenis van Honda dat men een racer met een tweetaktmotor bouwde. Dat gebeurde door het Racing Service Center van Honda. Dit is de machine van Freddie Spencer

Met de overstap van wereldkampioen Marco Lucchinelli naar Honda kon men eigenlijk geen voorspelling doen over de nieuwe kandidaat, want de Honda NS 500 moest zich nog bewijzen. Men verwachtte dan ook dat Kenny Roberts als enige echte fabrieksrijder voor Yamaha de titelkandidaat zou zijn. Hij won ook de eerste race, maar daarna kreeg hij de nieuwe Yamaha OW 61 W-4 en begonnen de problemen. De motor was te sterk voor het rijwielgedeelte en ook teammanager Kel Carruthers kreeg het probleem ondanks pogingen met andere vering niet opgelost. Toen Franco Uncini op de Salzburgring won dacht zelfs de Italiaanse pers aan een toevalstreffer, maar de Gallina-Suzuki bleek heel goed geprepareerd te zijn en Uncini zou in totaal vijf GP's winnen. Het Britse HB-Suzuki-team kwam aanvankelijk niet uit de verf en begon pas tegen het einde van het seizoen resultaten te boeken. 
Argentinië, Buenos Aires
In Argentinië debuteerden de Honda NS 500 driecilindertweetakten, na jarenlange problemen om de Honda NR 500-viertakt op enigszins behoorlijk niveau te krijgen. Met de NS 500 ging het meteen erg goed, vooral door de jonge Amerikaan Freddie Spencer, die de eerste drie ronden aan de leiding reed. Tegen het einde reden Kenny Roberts en Barry Sheene weg van Spencer, maar doordat ze moeite hadden met het inhalen van achterblijvers wist die toch weer aan te sluiten. De eerste drie finishten uiteindelijk binnen 1½ seconde. Randy Mamola was zeer slecht gestart maar wist 13 seconden goed te maken om tot op 2 seconden van het leidende trio te komen. Toen moest hij opgeven door een gebroken schakelstang. Voor Yamaha waren de eerste twee plaatsen een uitstekend resultaat, maar het debuut van de Honda's (derde, vijfde en zesde) was ook reden tot tevredenheid. De privérijders hadden het nakijken. Met zoveel fabrieksrijders was er geen eer te behalen en de beste privécoureur Boet van Dulmen werd slechts elfde.
Oostenrijk, Salzburgring
In Oostenrijk was de 500cc-race enorm spannend omdat er acht rijders in de kopgroep zaten. Barry Sheene (Yamaha) leidde de race zeven ronden lang, gevolgd door Kenny Roberts met de nieuwe Yamaha OW 61 W-4, Graeme Crosby, Boet van Dulmen, Freddie Spencer, Gustav Reiner en Marco Lucchinelli. Randy Mamola, Jack Middelburg en Takazumi Katayama hadden een slechte start, net als Franco Uncini en Loris Reggiani. Die laatste twee wisten echter gebruik te maken van het gevecht aan de leiding, dat nu eenmaal tijd kostte, en kwamen bij de kopgroep. Roberts nam de leiding over toen de Yamaha van Sheene op drie cilinders ging lopen. Vanaf dat moment ontstond een gevecht tussen acht man, want Sheene's Yamaha pakte weer op. Uncini en Lucchinelli namen de leiding van Roberts over, die ook gepasseerd werd door Spencer, die later uitviel door een vastloper. In de laatste ronde probeerde Lucchinelli Uncini uit te remmen, maar daarbij kwam hij ten val, mogelijk over de olie van de juist daarvoor gevallen Reiner. Door de val van Lucchinelli remde Reggiani te hard waardoor hij ook viel. Uncini reed naar de overwinning, Sheene werd toch nog tweede, ook al omdat derde man Roberts wat stuurproblemen had. Boet van Dulmen profiteerde van de vele valpartijen en werd weer de beste privérijder op de vijfde plaats.
Frankrijk, Nogaro
Nu de top vijftien uit het klassement deelnamen aan de boycot kon de 500cc-race zonder scheve gezichten en verwijten worden gereden, met slechts twee fabrieksracers aan de start, de Sanvenero en de Morbidelli. Het gaf de Amerikaanse Gina Bovaird de gelegenheid zich als eerste vrouw te kwalificeren voor een 500cc-WK-race, maar ze viel al in de 11e ronde. In de race kon alleen Lorenzo Ghiselli Michel Frutschi een tijdje bedreigen, maar hij viel uiteindelijk terug naar de 12e plaats en Frutschi won met 9 seconden voorsprong op Franck Gross en 14 seconden op Steve Parrish.
Spanje, Jarama
Op de veertiende startplaats in Jarama stond Ángel Nieto met de reserve-Honda NS 500 van Marco Lucchinelli. Deze (eenmalige) geste van Honda had Nieto te danken aan koning Juan Carlos, die ervoor zorgde dat de Spaanse importbeperkingen op Honda-motorfietsen werden opgeheven. Omdat Jarama een echt stuurcircuit was, verwachtte men een goede prestatie van de Honda's en inderdaad startte Freddie Spencer als snelste en hij bouwde een kleine voorsprong op, tot in de zevende ronde een bobinekabel brak en hij moest stoppen. Kenny Roberts nam de leiding over om ze niet meer af te staan. Barry Sheene moest zich tevreden stellen met de tweede plaats terwijl Franco Uncini Jack Middelburg passeerde en derde werd. Middelburg, die dezelfde trainingstijd als Roberts had gereden, wilde zijn vierde plaats vasthouden, maar de bouten uit zijn achtertandwiel braken af en hij viel uit. Daarna was het een saaie race: in de tweede helft veranderden de eerste zes posities niet meer. Graziano Rossi had nu ook een Yamaha OW 60, maar hij viel in de eerste ronde, uitgeschakeld omdat zijn naamgenoot Seppo Rossi hem in zijn val had meegenomen.
Nations GP, Misano
Ondanks de nieuwe Yamaha OW 61, die hij al sinds de Oostenrijkse GP had, kon Kenny Roberts nog steeds de snelsten niet volgen. Marco Lucchinelli nam de leiding in de race, voor Freddie Spencer, Roberts, Franco Uncini en Barry Sheene. In de zesde ronde namen Uncini en Roberts de leiding over, maar Roberts moest Uncini laten gaan. Freddie Spencer reed de snelste ronde, maar kon Uncini ook niet meer bedreigen en werd tweede. Roberts werd nog gepasseerd door Graeme Crosby, die zijn slechte start had goedgemaakt. Lucchinelli werd slechts vijfde en Kork Ballington reed voor het eerst een redelijk resultaat met zijn Kawasaki KR 500 door zesde te worden.
Dutch TT, Assen
Hoewel zich donkere wolken samenpakten en het in de 250cc-race al wat gedruppeld had, stond het hele 500cc-veld op slicks. De race begon met een snelle start van Kenny Roberts, Franco Uncini en Randy Mamola (vanaf de vierde startrij), terwijl de Yamaha van Graeme Crosby stilviel toen hij erop sprong. Mamola en Uncini sloegen meteen een gaatje, terwijl Barry Sheene de achtervolgers aanvoerde. In de tweede ronde bestond de kopgroep uit Uncini, gevolgd door Roberts, Middelburg en Sheene. Freddie Spencer was vijfde, gevolgd door Van Dulmen en Crosby, die zich allebei naar voren hadden gevochten. Toen begon het te regenen en in de zevende ronde sloeg regenrijder Middelburg toe: hij nam de leiding over en zowel Roberts als Uncini hadden duidelijk meer moeite met de natte baan. Het begon steeds harder te regenen en Takazumi Katayama ging de pit in om banden te wisselen. Kenny Roberts was de eerste die viel. Hij liep aanvankelijk weg, maar sprintte terug om zijn motorfiets uit een brandende plas benzine te redden. Even later vielen ook Ferrari, Crosby en Spencer, terwijl Middelburg een flinke voorsprong had maar naar de jury gebaarde dat de wedstrijd gestaakt moest worden. Dat gebeurde ook, maar pas nadat Middelburg, Uncini en Sheene gepasseerd waren. Zij reden als enigen een achtste ronde, waarbij Middelburg zijn taak als knecht uitvoerde door Uncini voorbij te laten. Nu de race na zeven ronden was afgevlagd telde de doorkomst na zes ronden en waren alle valpartijen buiten de race gebeurd. Er werd besloten volgens het manche-systeem te werken: De eerste na zes ronden (Roberts) kreeg 1 punt, de tweede (Uncini) 2 punten, de derde (Sheene) drie punten enzovoort. De tweede manche moest over 10 ronden verreden worden om de Grand Prix te laten meetellen voor het wereldkampioenschap en alle gevallen rijders mochten starten, mits ze hun beschadigde machines rijklaar wisten te krijgen. De lukte bijna iedereen, maar Freddie Spencer constateerde op de grid dat zijn stuurpen was gebroken, wat men in de pit niet had opgemerkt. De zon scheen bij de start en op een paar natte plekjes na was de baan weer droog, zodat iedereen opnieuw op slicks startte. Dat deed Sheene als snelste, heel even gevolgd door Mamola, maar al in de eerste ronde nam Middelburg de leiding over. Samen met Sheene ging hij ervandoor, terwijl Uncini zich naar de derde plaats opwerkte, ver achter de leiders. Middelburg werd echter van zijn Suzuki geworpen en Sheene kwam op kop, maar in de zevende ronde maakte hij een slippertje, waardoor het stuur omsloeg, een stroomlijnsteun brak en de voorvork een tik kreeg. Uncini kwam al snel voorbij en reed naar de overwinning, maar ook Crosby en Roberts passeerden Barry Sheene nog. Uncini had wel veel geluk: zijn achterremverankering was afgebroken en had de hele remklauw meegenomen. In de eindrangschikking werden de manchepunten opgeteld en was Uncini totaalwinnaar, voor Roberts en Sheene.
België, Spa-Francorchamps
Jack Middelburg stond op poleposition, die hij bereikt had in de natte zaterdagtraining. Barry Sheene startte echter als snelste, maar al in de eerste ronde stak Middelburg hem weer voorbij en begon aan de tweede ronde met Graeme Crosby, Barry Sheene en Kenny Roberts als achtervolgers. Middelburg kreeg echter last van hangende gasschuiven en verloor steeds meer posities, tot hij het in de twaalfde ronde onverantwoord vond om nog verder te rijden. Roberts nam de leiding over, gevolgd door Crosby en Sheene, met WK-leider Franco Uncini op de vierde plaats. Intussen waren Freddie Spencer en Boet van Dulmen aan een inhaalrace bezig, die in de vierde ronde resulteerde in de tweede plaats van Spencer. Roberts had toen al problemen met zijn banden op de toch al slecht sturende Yamaha. In de negende ronde had Spencer zijn achterstand op Roberts goedgemaakt. De rondjes van 2 minuut 37 waren drie seconden sneller dan in de training en daar konden de te laag gegearde tweetakten niet tegen. De eerste die de geest gaf was de Yamaha van Graeme Crosby, die vastliep. Terwijl Freddie Spencer naar de overwinning reed had Barry Sheene nog genoeg over om weg te lopen van Franco Uncini. Die had last van een aanlopende voorband en nam geen risico's zolang hij maar voor Kenny Roberts kon blijven, want dat was zijn enige concurrent.
Joegoslavië, Rijeka
Barry Sheene reed de snelste trainingstijd en startte ook als snelste. In de eerste ronde bouwde hij een kleine voorsprong op Marco Lucchinelli, Freddie Spencer en Randy Mamola op, maar die werd snel kleiner toen Spencer Lucchinelli eenmaal voorbij was en Franco Uncini zijn slechte start begon goed te maken. Uncini sloot aan bij de twee leiders en in de vierde ronde werd Sheene voor de lange haarspeldbocht door Spencer aan de buitenkant en Uncini aan de binnenkant uitgeremd, waardoor Spencer op kop kwam en Graeme Crosby achter Sheene kon aansluiten. Een ronde later kreeg het publiek in dezelfde bocht nog meer waar voor zijn geld: in een synchroon-inhaalactie nam Uncini de leiding en twintig meter daarachter nam Crosby op hetzelfde moment de derde plaats over van Sheene. Tegen het einde van de race ging Spencer's machine op twee cilinders lopen, waardoor Crosby tweede werd en Sheene derde. Kenny Roberts had geen rol van betekenis kunnen spelen en viel uit met ontstekingsproblemen, waardoor Jack Middelburg, die zich had opgewerkt naar de zevende plaats, zelfs nog zesde werd.
Groot-Brittannië, Silverstone
Kenny Roberts stond op poleposition, maar zijn machine, met nieuwe carburateurs, wilde niet aanslaan en hij startte in het achterveld. Tot ieders verrassing nam Stu Avant met zijn tamelijk oude privé-Suzuki RG 500 de leiding. De baan was nog wat vochtig, vooral de witte steentjes langs de rand. Roberts kwam daar in de eerste bocht (Copse) op terecht, zijn achterwiel sloeg weg en Roberts werd van zijn motorfiets geworpen. Zijn race had minder dan 400 meter geduurd. Avant werd al snel terechtgewezen door Takazumi Katayama, Marc Fontan en Franco Uncini. Intussen waren de marshals druk met het blussen van de motor van Graham Wood (tegelijk met Roberts gevallen) en het afvoeren van de gewonde Roberts. Nog voordat de eerste ronde voltooid was had Uncini de leiding overgenomen voor Katyama, Fontan, Reggiani, Spencer en de ook al geblesseerde Graeme Crosby. Spencer rukte al snel op naar de tweede plaats, terwijl Crosby werd gepasseerd door Kork Ballington en Crosby verloor de aansluiting bij de groep achtervolgers, terwijl Uncini's voorsprong steeds groter werd. In de tweede groep kwam Crosby zelfs achter Randy Mamola en Virginio Ferrari terecht, terwijl Fontan nog achter hem zat. In de tweede helft van de race verdween de pijn in zijn handen en begon Crosby zich opnieuw naar voren te vechten. Hij passeerde de hele achtervolgende groep binnen enkele ronden, reed de snelste ronde en werd toch nog derde.
Zweden, Anderstorp
De avond voor de 500cc-race had het Gallina-team de wereldtitel van Franco Uncini al gevierd met een "Spaghettiparty". De favoriet voor de race was echter Freddie Spencer, die de snelste trainingstijd had. Spencer had echter al voor de start problemen, toen er op het laatste moment drie bougies en een accu vervangen werden. Het mocht niet baten: al na één ronde reed Spencer de pit in. Toen waren Loris Reggiani en Virginio Ferrari echter al uitgeschakeld door valpartijen. Randy Mamola had een ronde lang de leiding, maar werd gepasseerd door Takazumi Katayama. Verder zaten Marco Lucchinelli en Marc Fontan in de kopgroep. Uncini werkte zich naar voren en nam de leiding over om steeds verder weg te lopen. Lucchinelli viel uit en Mamola en Fontan vochten om de derde plaats, maar tien ronden voor het einde bleek het achtertandwiel van Uncini's Suzuki alle tanden kwijt te zijn en hij moest stoppen. Zo won Katayama ruim voor Mamola. De strijd om de derde plaats werd zeer nipt gewonnen door Graeme Crosby ten koste van Marc Fontan.
San Marino, Mugello
Freddie Spencer nam meteen de leiding in de 500cc-race en was voor niemand meer te achterhalen. In de eerste ronde zag het er heel goed uit voor Honda, want Spencers teamgenoten Marco Lucchinelli en Takazumi Katayama reden achter hem. Franco Uncini had een zeer slechte start, maar wist toch de top tien binnen te dringen. In de veertiende ronde reed Boet van Dulmen, bevangen door de hitte, de pit in, even later gevolgd door Loris Reggiani met hetzelfde probleem. Intussen had Katayama de snelste ronde gereden, maar hij viel, terwijl Lucchinelli steeds meer terrein moest prijsgeven. Zo konden Randy Mamola en Graeme Crosby de tweede en de derde plaats opeisen. Voor HB-Suzuki was de race een succes met Mamola, Virginio Ferrari en Jack Middelburg bij de eerste vijf. Voor het Italiaanse Gallina-Suzuki was het juist een teleurstelling door het uitvallen van Franco Uncini en Loris Reggiani.
Duitsland, Hockenheim
Marco Lucchinelli was erop gebrand als afsluiting van het seizoen een race te winnen, want de regerend wereldkampioen had in het hele seizoen niet eens een podiumplaats gescoord. Hij nam in de race even de leiding, maar werd al snel teruggedrongen door Freddie Spencer. Die bouwde een voorsprong op op Randy Mamola en Franco Uncini, die op hun beurt weer twintig seconden voor Loris Reggiani en Virginio Ferrari reden. In de laatste drie ronden begon Spencer echter snelheid te verliezen, waardoor Mamola en Uncini aansloten. Mamola passeerde Spencer in de Sachskurve, maar toen Unicini hetzelfde probeerde raakte zijn voorwiel het achterwiel van Spencer, waardoor beiden vielen. Zo won Mamola zijn eerste Grand Prix van het seizoen, maar Lucchinelli profiteerde niet van de valpartijen, hij werd slechts vijfde.

### Uitslagen 500 cc
|    | Datum        | Race                    | Circuit           | 1e                | 2e               | 3e              | Poleposition    | Snelste ronde     |
| -- | ------------ | ----------------------- | ----------------- | ----------------- | ---------------- | --------------- | --------------- | ----------------- |
| 1  | 28 maart     | GP van Argentinië       | Buenos Aires      | Kenny Roberts     | Barry Sheene     | Freddie Spencer | Kenny Roberts   | Kenny Roberts     |
| 2  | 2 mei        | GP van Oostenrijk       | Salzburgring      | Franco Uncini     | Barry Sheene     | Kenny Roberts   | Graeme Crosby   | Marco Lucchinelli |
| 3  | 9 mei        | GP van Frankrijk        | Nogaro            | Michel Frutschi   | Franck Gross     | Steve Parrish   | Jean Lafond     | Michel Frutschi   |
| 4  | 23 mei       | GP van Spanje           | Jarama            | Kenny Roberts     | Barry Sheene     | Franco Uncini   | Freddie Spencer | Kenny Roberts     |
| 5  | 30 mei       | GP des Nations          | Misano            | Franco Uncini     | Freddie Spencer  | Graeme Crosby   | Franco Uncini   | Freddie Spencer   |
| 6  | 26 juni      | Dutch TT                | Assen             | Franco Uncini     | Kenny Roberts    | Barry Sheene    | Kenny Roberts   | Freddie Spencer   |
| 7  | 4 juli       | GP van België           | Spa-Francorchamps | Freddie Spencer   | Barry Sheene     | Franco Uncini   | Jack Middelburg | Freddie Spencer   |
| 8  | 18 juli      | GP van Joegoslavië      | Rijeka            | Franco Uncini     | Graeme Crosby    | Barry Sheene    | Barry Sheene    | Franco Uncini     |
| 9  | 1 augustus   | GP van Groot-Brittannië | Silverstone       | Franco Uncini     | Freddie Spencer  | Graeme Crosby   | Kenny Roberts   | Graeme Crosby     |
| 10 | 8 augustus   | GP van Zweden           | Anderstorp        | Takazumi Katayama | Randy Mamola     | Graeme Crosby   | Freddie Spencer | Randy Mamola      |
| 11 | 5 september  | GP van San Marino       | Mugello           | Freddie Spencer   | Randy Mamola     | Graeme Crosby   | Freddie Spencer | Takazumi Katayama |
| 12 | 26 september | GP van Duitsland        | Hockenheim        | Randy Mamola      | Virginio Ferrari | Loris Reggiani  | Freddie Spencer | Freddie Spencer   |

### Eindstand 500 cc
| Pos. | Coureur           | Merk                       | Ptn. |
| ---- | ----------------- | -------------------------- | ---- |
| 1    | Franco Uncini     | Gallina-Suzuki             | 103  |
| 2    | Graeme Crosby     | Agostini-Marlboro-Yamaha   | 76   |
| 3    | Freddie Spencer   | RSC-Honda                  | 72   |
| 4    | Kenny Roberts     | Yamaha                     | 68   |
| 5    | Barry Sheene      | John Player-Yamaha         | 68   |
| 6    | Randy Mamola      | HB-Suzuki                  | 65   |
| 7    | Takazumi Katayama | RSC-Honda                  | 48   |
| 8    | Marco Lucchinelli | RSC-Honda                  | 43   |
| 9    | Kork Ballington   | Kawasaki                   | 31   |
| 10   | Marc Fontan       | Sonauto-Yamaha             | 29   |
| 11   | Virginio Ferrari  | HB-Suzuki                  | 25   |
| 12   | Boet van Dulmen   | Suzuki/Yamaha/Ergon-Suzuki | 23   |
| 13   | Loris Reggiani    | Gallina-Suzuki             | 21   |
| 14   | Michel Frutschi   | Sanvenero                  | 17   |
| 15   | Sergio Pellandini | Suzuki                     | 15   |

| Pos. | Coureur           | Merk                   | Ptn. |
| ---- | ----------------- | ---------------------- | ---- |
| 16   | Jack Middelburg   | Ergon-Suzuki/HB-Suzuki | 13   |
| 17   | Franck Gross      | GPA-Suzuki             | 12   |
| 18   | Steve Parrish     | Yamaha                 | 11   |
| 19   | Leandro Becheroni | Suzuki                 | 11   |
| 20   | Guido Paci        | Yamaha                 | 7    |
| 21   | Stuart Avant      | Suzuki                 | 6    |
| 22   | Philippe Coulon   | Suzuki                 | 6    |
| 23   | Seppo Rossi       | Suzuki                 | 5    |
| 24   | Philippe Robinet  | Suzuki                 | 4    |
| 25   | Chris Guy         | Suzuki                 | 4    |
| 26   | Víctor Palomo     | Suzuki                 | 3    |
| 27   | Andreas Hofmann   | Suzuki                 | 3    |
| 28   | Jon Ekerold       | Cagiva                 | 1    |
| 28   | Raymond Roche     | Suzuki                 | 1    |
| 28   | Peter Sjöström    | Suzuki                 | 1    |

### Constructeurstitel 500 cc
| Pos. | Constructeur | Ptn. |
| ---- | ------------ | ---- |
| 1    | Suzuki       | 154  |
| 2    | Yamaha       | 133  |
| 3    | Honda        | 106  |
| 4    | Kawasaki     | 31   |
| 5    | Sanvenero    | 17   |
| 6    | Cagiva       | 1    |

## 350cc-klasse
De 350cc-titel was een van de twee wereldtitels die Toni Mang wilde verdedigen, temeer omdat dit het laatste jaar voor de 350cc-klasse was. Dat was ook de reden dat de grote fabrikanten, ook Mang's Kawasaki, niet veel effort staken in de verdere ontwikkeling van de machines. Kawasaki leverde zelfs geen fabrieksracers meer en Mang's tuner Sepp Schlögl moest alle zeilen bijzetten om de machine snel te maken. Daardoor konden nieuwe, kleine merken als Chevallier en Armstrong hoge ogen gooien. Na zes GP's had Mang nog geen Grand Prix gewonnen en stond zijn merkgenoot Jean-François Baldé aan de leiding van het wereldkampioenschap. Carlos Lavado reed met zijn Venemotos-Yamaha zeer wisselvallig en was geen bedreiging en in de Finse Grand Prix keerde het tij voor Mang. Baldé brak in de 250cc-race zijn voet, presteerde daardoor slecht in Tsjecho-Slowakije en sloeg de GP van San Marino zelfs over om te herstellen. Daardoor bleef op het laatst alleen Didier de Radiguès als concurrent over. 
Argentinië, Buenos Aires
Net als in 1981 begon het seizoen voor Toni Mang slecht. Door een slecht afgestelde carburatie kwam hij na een ronde als tiende door, maar uiteindelijk viel hij uit door een defecte versnellingsbak. Carlos Lavado won overtuigend voor Jean-François Baldé, die weliswaar last had van een vastzittende gaskabel, maar dat niet als excuus wilde gebruiken. De Chevallier-Yamaha's van Didier de Radiguès en Eric Saul werden derde en vierde, maar wel op grote achterstand.
Oostenrijk, Salzburgring
De eerste podiumplaats van Didier de Radiguès in Argentinië bleek geen toeval, want in Oostenrijk nam hij meteen na de start de leiding en hij liep weg van Toni Mang, Siegfried Minich en Patrick Fernandez. Eric Saul en Carlos Lavado begonnen intussen aan een inhaalrace na een slechte start. Voor Lavado eindigde die met een kapotte krukas, maar Saul wist de kopgroep te bereiken, waaruit de Radiguès met een lekkende versnellingsbak was weggevallen. Saul bleek uiteindelijk het handigst in het passeren van achterblijvers en won voor Mang, die koppelingsproblemen had, en Fernandez.
Frankrijk, Nogaro
Mang, Lavado, Saul en Fernandez boycotten ook de 350cc-race, maar na de tweede plaats van Baldé in de 250cc-race verklaarde Didier de Radiguès pas te zullen stoppen als Baldé dat ook deed. Dat leverde een wat vreemde race op, met Baldé aan de leiding, terwijl hij zijn best deed al rijdend tot overeenstemming met De Radiguès te komen. Met handgebaren probeerde hij de Belg de bewegen in te halen óf samen te stoppen. De Radiguès bleef echter volgen, wachtend tot Baldé zijn motor aan de kant zou zetten. Toen hij uiteindelijk toch wilde aanvallen brak zijn achterframe waardoor het zitje op de achterband kwam. Zo reed Baldé als eerste over de finish, gevolgd door De Radiguès en op wat grotere afstand door Jeffrey Sayle. Een zeer geëmotioneerde Didier de Radiguès verdween meteen in het rennerskwartier en liet zich ook bij de huldiging niet zien. Baldé had al verklaard dat hij positief zou reageren op een eventueel verzoek van Carlos Lavado of Toni Mang om in de GP van Tsjecho-Slowakije niet te starten, zodat de ongelijkheid rechtgetrokken zou kunnen worden.
Nations GP, Misano
De twee trainingssnelsten in de 350cc-klasse, Didier de Radiguès en Massimo Matteoni, waren ook de snelsten in de race en maakten er een spannende wedstrijd van. Toni Mang kon het niet volgen en stelde zich tevreden met de vierde plaats. Een paar ronden voor het einde kreeg de Yamaha van Matteoni een kleine vastloper, waardoor Carlos Lavado hem passeerde en tweede werd. De meest spectaculaire finish was van "Kamikaze Gustl" Reiner, die via het gras finishte, waarbij hij zijn zesde plaats verspeelde aan Eric Saul, om honderd meter na de streep te vallen.
Dutch TT, Assen
Mar Schouten maakte vanaf de 20e startplaats een bliksemstart, maar daardoor kwam hij vlak achter Carlos Lavado terecht. Toen Lavado viel kon Schouten hem niet meer ontwijken en voor beiden was de race voorbij. Didier de Radiguès nam de leiding, gevolgd door Patrick Fernandez, Maurizio Matteoni, Alan North en Graeme McGregor. Daarachter kwamen pas de snelste trainer Toni Mang, Martin Wimmer en Jean-François Baldé. De race leek aan spanning in te boeten doordat De Radiguès een flinke voorsprong nam en uiteindelijk zelfs wat gas terugnam. In de zesde ronde had hij al zes seconden voorsprong, maar hij viel in de Stroomdrift en brak daarbij een sleutelbeen. Mang lag toen aan de leiding maar hij werd ingelopen door Baldé en North. Er ontstond een geweldig gevecht tussen Mang en Baldé, die elkaar regelmatig inhaalden en uitremden, waarbij Baldé een paar keer bijna rechtdoor schoot. Uiteindelijk wist Baldé toch de leiding te nemen en met een ruime seconde te winnen. Mang werd tweede en North, die in de eindfase niet meer kon volgen, werd derde.
Groot-Brittannië, Silverstone
Martin Wimmer reed de snelste 350cc-trainingstijd, maar zijn start mislukte omdat zijn machine niet meteen aansloeg. Nu vormde zich een kopgroep met Toni Mang, Alan North en Didier de Radiguès, op enkele seconden gevolgd door een tweede groep met Jean-François Baldé, Carlos Lavado, Donnie Robinson, Christian Sarron, Jeffrey Sayle en Andy Watts. Toen deze groep het gat had gedicht ontstond er een geweldig gevecht waarbij regelmatig van positie werd gewisseld. Jeffrey Sayle ging onderuit in Becketts Corner en even later raakten De Radiguès en North elkaar waarbij Alan North ten val kwam. Wimmer had intussen ook aansluiting gevonden maar ook hij viel in Becketts Corner. Baldé had intussen wat afwachtend gereden, maar tegen het einde nam hij de leiding en hij won de race, waardoor hij ook aan de leiding van het wereldkampioenschap kwam.
Finland, Imatra
Na een hele dag regen werden de omstandigheden in Finland steeds slechter. Toni Mang nam al vanaf het begin van de 350cc-race een enorme voorsprong. Christian Sarron wist het gat iets te dichten, maar toen Mang dat in de gaten kreeg reed hij weer verder weg. Pekka Nurmi ondervond (op de tweede plaats liggend) hoe glad het was toen hij op het rechte stuk zijn gas dichtdraaide en zijn Yamaha gewoon onder hem wegsloeg. In de tiende ronde reed Toni Mang de pit in om de organisatie te vragen de race te staken, maar dat werd niet gehonoreerd. Sarron had al voor de race aangegeven onder geen voorwaarde te stoppen en dat liet Mang niet op zich zitten. Er waren nog negen ronden te rijden en die gebruikte hij om Sarron te achterhalen, te passeren en zelfs dertien seconden uit te lopen.
Tsjecho-Slowakije, Masaryk-Ring
Met de moed der wanhoop kwam Jean-François Baldé aan de start in Brno. Zijn in Finland gebroken voet zat in een soort beugel. Toch nam hij heel even de leiding, maar hij kon zijn voet nauwelijks op de voetsteun houden en miste een deel van zijn evenwichtsgevoel. Voor de 250cc-race had hij zich niet eens gekwalificeerd, maar in de 350cc-klasse had hij nog een kans op de wereldtitel. Die moest hij laten varen: hij werd slechts veertiende. Didier de Radiguès nam de leiding over en hij was de rest van de race onbereikbaar. In de derde ronde kwam Toni Mang op de tweede plaats terecht, aangemoedigd door tienduizenden Oost-Duitse fans. Ook hij werd niet meer bedreigd en pakte twaalf punten. Daarmee stelde hij zijn wereldtitel al bijna veilig, want met nog slechts één race te gaan had hij twaalf punten voorsprong op Baldé en vijf punten voorsprong op De Radiguès. Baldé kreeg nu wel een maand de tijd om te herstellen.
Duitsland, Hockenheim
Na de spannende 250cc-race waarin de Duitsers (met name Manfred Herweh) niet konden voorkomen dat Jean-Louis Tournadre ten koste van Toni Mang wereldkampioen werd, hadden ze hun zaken in de 350cc-race beter voor elkaar. Mang kon weglopen van concurrent Didier de Radiguès, die door Herweh en Martin Wimmer in de tang genomen werd. De Chevallier-Yamaha liep niet goed en De Radiguès moest een pitstop maken om een vetgeslagen bougie te laten vervangen. Hij liep een ronde achterstand op en daarmee was de spanning uit de race. Herweh, die Wimmer en Mang in Duitse kampioensraces al twee keer verslagen had, pakte de eerste plaats, maar de tweede positie was voor Mang ruim voldoende om de wereldtitel te grijpen.

### Uitslagen 350 cc
|   | Datum        | Race                     | Circuit      | 1e                  | 2e                  | 3e                 | Poleposition        | Snelste ronde       |
| - | ------------ | ------------------------ | ------------ | ------------------- | ------------------- | ------------------ | ------------------- | ------------------- |
| 1 | 28 maart     | GP van Argentinië        | Buenos Aires | Carlos Lavado       | Jean-François Baldé | Didier de Radiguès | Jean-François Baldé | Jean-François Baldé |
| 2 | 2 mei        | GP van Oostenrijk        | Salzburgring | Eric Saul           | Toni Mang           | Patrick Fernandez  | Didier de Radiguès  | Toni Mang           |
| 3 | 9 mei        | GP van Frankrijk         | Nogaro       | Jean-François Baldé | Didier de Radiguès  | Jeffrey Sayle      | Jean-François Baldé | Didier de Radiguès  |
| 4 | 30 mei       | GP des Nations           | Misano       | Didier de Radiguès  | Carlos Lavado       | Massimo Matteoni   | Didier de Radiguès  | Carlos Lavado       |
| 5 | 26 juni      | Dutch TT                 | Assen        | Jean-François Baldé | Toni Mang           | Alan North         | Jean-François Baldé | Jean-François Baldé |
| 6 | 1 augustus   | GP van Groot-Brittannië  | Silverstone  | Jean-François Baldé | Didier de Radiguès  | Toni Mang          | Martin Wimmer       | Jean-François Baldé |
| 7 | 15 augustus  | GP van Finland           | Imatra       | Toni Mang           | Christian Sarron    | Donnie Robinson    | Didier de Radiguès  | Toni Mang           |
| 8 | 29 augustus  | GP van Tsjecho-Slowakije | Masaryk-Ring | Didier de Radiguès  | Toni Mang           | Jacques Cornu      | Didier de Radiguès  | Didier de Radiguès  |
| 9 | 26 september | GP van Duitsland         | Hockenheim   | Manfred Herweh      | Toni Mang           | Eric Saul          | Toni Mang           | Toni Mang           |

### Eindstand 350 cc
| Pos. | Coureur             | Merk                        | Ptn. |
| ---- | ------------------- | --------------------------- | ---- |
| 1    | Toni Mang           | Kawasaki                    | 81   |
| 2    | Didier de Radiguès  | Chevallier-Yamaha           | 64   |
| 3    | Jean-François Baldé | Kawasaki                    | 59   |
| 4    | Eric Saul           | Chevallier-Yamaha           | 52   |
| 5    | Carlos Lavado       | Yamaha                      | 36   |
| 6    | Alan North          | Bimota-Yamaha               | 31   |
| 7    | Jacques Cornu       | Yamaha                      | 31   |
| 8    | Christian Sarron    | Yamaha                      | 28   |
| 9    | Patrick Fernandez   | Bimota-Bartol               | 21   |
| 10   | Gustav Reiner       | Bimota-Yamaha / Bimota-Solo | 19   |
| 11   | Wolfgang von Muralt | Bimota-Yamaha               | 16   |
| 12   | Tony Head           | Yamaha                      | 16   |
| 13   | Manfred Herweh      | Yamaha                      | 15   |
| 14   | Donnie Robinson     | Yamaha / Spondon-Yamaha     | 15   |
| 15   | Jeffrey Sayle       | Armstrong                   | 12   |
| 16   | Martin Wimmer       | Yamaha                      | 12   |
| 17   | Siegfried Minich    | Yamaha                      | 11   |
| 18   | Massimo Matteoni    | Bimota-Yamaha               | 10   |

| Pos. | Coureur           | Merk              | Ptn. |
| ---- | ----------------- | ----------------- | ---- |
| 19   | Eero Hyvärinen    | Yamaha            | 8    |
| 19   | Thierry Espié     | Chevallier-Yamaha | 8    |
| 21   | Herbert Hauf      | Kawasaki          | 8    |
| 22   | Pierre Bolle      | Yamaha            | 7    |
| 22   | Pekka Nurmi       | Yamaha            | 7    |
| 24   | Andy Watts        | Yamaha            | 5    |
| 25   | Edoardo Alemán    | Yamaha            | 4    |
| 26   | Roger Sibille     | Yamaha            | 4    |
| 27   | Victorio Minguzzi | Yamaha            | 3    |
| 27   | Tony Rogers       | Armstrong         | 3    |
| 29   | Fernando Cerdera  | Yamaha            | 2    |
| 30   | Harald Eckl       | Yamaha            | 1    |
| 30   | Mar Schouten      | Yamaha            | 1    |
| 30   | Atilio Riondato   | Bimota-Yamaha     | 1    |
| 30   | Reino Eskelinen   | Yamaha            | 1    |
| 30   | Steve Tonkin      | Yamaha            | 1    |
| 30   | Franz Kaserer     | Yamaha            | 1    |

### Constructeurstitel 350 cc
| Pos. | Constructeur | Ptn. |
| ---- | ------------ | ---- |
| 1    | Kawasaki     | 116  |
| 2    | Yamaha       | 98   |
| 3    | Chevallier   | 97   |
| 4    | Bimota       | 36   |
| 5    | Armstrong    | 14   |

## 250cc-klasse
Het 250cc-seizoen begon met een rijdersstaking in Nogaro, die achteraf bepalend bleek te zijn voor de wereldtitel. Vooral Franse rijders braken de staking omdat ze hun supporters niet teleur wilden stellen. Jean-François Baldé was de gebeten hond, wat hij was weliswaar privérijder, maar had ook steun van de Franse Kawasaki-importeur en de oliemaatschappij Motul. Baldé wilde wel starten, maar niet winnen en liet Jean-Louis Tournadre voorgaan. Op Tournadre kon niemand kwaad worden: een echte privérijder met een Yamaha TZ 250 J zonder sponsoring en met zijn eigen vader als monteur. Geldgebrek was ook de reden dat Tournadre de rest van het seizoen zo behoudend reed: hij hing meestal rond in de buurt van de kopgroep en plaatste pas op het laatste moment een aanval op een podiumplaats. Zo scoorde hij nog een aantal tweede en derde plaatsen, maar hij won geen enkele race meer. Dat resulteerde in een spannende laatste race in Duitsland, waar hij de sympathie en de steun van een aantal landgenoten kreeg, waardoor hij met één punt voorsprong wereldkampioen werd. Het Duitse publiek kon het niet waarderen, maar verliezer Toni Mang was de eerste die Tournadre een fles champagne aanbood. 
Frankrijk, Nogaro
Na alle ophef over de rijdersstaking moest de eerste 250cc-race van het seizoen ook de Franse Grand Prix openen. Zonder Toni Mang en Carlos Lavado, die al naar huis waren, en Patrick Fernandez en Eric Saul, die niet getraind hadden en dus ook niet gekwalificeerd waren. Didier de Radiguès kreeg van zijn sponsor opdracht te starten en Jean-François Baldé wilde per se rijden: "Ik ben Fransman, dit is de Franse Grand Prix en ik heb Franse sponsors". Of De Radiguès de race had willen uitrijden is niet bekend, want toen hij na een ronde stopte liep zijn motor slecht. Baldé wilde echter niet profiteren van de afwezigheid van de concurrentie. Hij liet zich aanvankelijk naar het middenveld terugzakken waardoor de strijd aan kop ging tussen Jeffrey Sayle en Jean-Louis Tournadre. Baldé wilde wel laten zien hoe sterk hij was en vocht zich weer terug naar de leiding, die hij - naar eigen zeggen vrijwillig - weer afstond aan Tournadre.
Spanje, Jarama
In Spanje waren Carlos Lavado en Toni Mang nog steeds boos op Jean-François Baldé, die in Frankrijk de rijdersstaking doorbroken had om zijn eigen sponsors en fans niet teleur te stellen. De snelste start was voor Roland Freymond met zijn nieuwe MBA, gevolgd door Didier de Radiguès en Baldé. Die laatste nam de leiding al snel over terwijl De Radiguès grote moeite moest doen om hem te volgen. Terwijl de Kawasaki van Baldé uitstekend liep had Toni Mang de juiste afstelling van zijn machine nog steeds niet gevonden: hij had zichzelf slechts als tiende gekwalificeerd. Mang moest dan ook hard werken om aansluiting te vinden bij een groep met Jean-Louis Guignabodet, Donnie Robinson, Lavado, Marcellino Garcia, Paolo Ferretti en Jean-Louis Tournadre. Tournadre was na een fout in de tweede ronde teruggevallen in het achterveld, maar vocht zich weer naar voren. In de achttiende ronde viel eerst Baldé terwijl hij aan de leiding lag, en even later ook De Radiguès, die daarbij zijn linkervoet brak. Zo kreeg Lavado de overwinning in de schoot geworpen. Tournadre werd tweede en Mang derde.
Nations GP, Misano
In de 250cc-training leek het erop dat Toni Mang nog steeds niet goed overweg kon met zijn Kawasaki, want hij reed de elfde tijd. Didier de Radiguès, die zich met krukken of met een minibike moest voortbewegen, was tweede achter Massimo Matteoni. Hij had om zijn gebroken voet te sparen de schakeling van links naar rechts laten ombouwen. Mang maakte ook nog eens de slechtste start, waardoor hij als laatste vertrok, maar hij begon aan een felle inhaalrace. Carlos Lavado lag intussen op de eerste plaats, maar viel uit door een defecte ontsteking. Daardoor kwam Roland Freymond op kop, intussen al gevolgd door Mang, Christian Estrosi en Antonio Neto. Freymond en Mang maakten zich los en Mang besliste de race in zijn voordeel. Intussen had ook Jean-Louis Tournadre zich naar voren gevochten en dankzij zijn derde plaats behield hij de leiding in het kampioenschap.
Dutch TT, Assen
Didier de Radiguès (gebroken sleutelbeen) en Carlos Lavado (hersenschudding) lieten noodgedwongen hun startplaatsen op de eerste rij van de 250cc-klasse vrij. Toni Mang stond op poleposition maar verprutste - net als Jean-Louis Tournadre - zijn start en beiden begonnen aan een lange inhaalrace. Jean-Louis Guignabodet en Paolo Ferretti voerden intussen het veld aan, maar werden aangevallen door Jeffrey Sayle en Jean-François Baldé. Mang en Tournadre sloten aan bij de kopgroep en Mang kon Guignabodet passeren. Die hield om zijn Kawasaki-teamgenoot te helpen de deur dicht voor Tournadre. Er ontstond een mooi gevecht tussen Mang en Sayle, maar Guignabodet zakte wat terug zodat ook Tournadre zich met de strijd om de kop kon gaan bemoeien. Mang nam uiteindelijk 2½ seconde voorsprong op Sayle, die ook Tournadre moest laten passeren. In de laatste ronden moesten de coureurs wat rustiger aan doen, want de eerste druppels van de bui die later de 500cc-race zou verstoren begonnen al te vallen.
België, Spa-Francorchamps
In de trainingen in België moest Toni Mang Jacques Cornu voor laten, maar WK-leider Jean-Louis Tournadre moest van de vijfde rij starten en Jean-François Baldé zelfs van de laatste rij. Didier de Radiguès, die in Assen nog een sleutelbeen gebroken had, had zich laten behandelen door dr. Derweduwen en had de vierde trainingstijd. Na de start bestond de kopgroep uit Mang, McGregor en De Radiguès, maar ook in de rest van het veld was het spannend omdat veel kleine groepjes onderling om de posities vochten. Halverwege de race begon Mang weg te lopen, terwijl Cornu aansluiting leek te vinden. Hij viel echter drie ronden voor het einde. Door zijn overwinning nam Mang met één punt verschil de leiding in het wereldkampioenschap over.
Joegoslavië, Rijeka
In de trainingen van de 250cc-klasse zaten de eerste twaalf rijders binnen één seconde. Paolo Ferretti kreeg zijn fabrieks-MBA het eerst aan de praat en nam de leiding voor Didier de Radiguès en Martin Wimmer. Toen Wimmer in de zevende ronde uitviel door een kapotte ontsteking leken de Radiguès en Ferretti het samen te gaan uitvechten, maar achter hen naderde een kleine groep met Carlos Lavado, Toni Mang en Roland Freymond. Lavado had een niets en niemand ontziende inhaalrace gereden, waarbij hij ook Mar Schouten bijna het stuur uit de handen had gereden. In de achtste ronde remde hij Mang en Tournadre uit, maar met een veel te hoge snelheid waardoor hij Mang uit de baan reed. Tournadre wist via een uitstapje door het gras zijn machine heel te houden en behield zijn vierde plaats, maar Mang en Lavado waren uitgeschakeld. Freymond viel uit door een versleten achterband, waardoor Tournadre zelfs nog derde werd. Aan de kop van het veld bleef De Radiguès in de slipstream van Ferretti hangen tot een halve ronde voor de finish, toen Ferretti al een paar schuivertjes had gemaakt. De Radiguès passeerde en won met 0,3 seconde voorsprong.
Groot-Brittannië, Silverstone
Twee ronden reed Jean-Louis Guignabodet aan de leiding van de 250cc-race, maar toen nam Martin Wimmer de koppositie over om ze niet meer af te staan. Aanvankelijk lagen de Pernod-rijders Thierry Espié en Christian Estrosi op de derde en de vierde plaats, maar zij werden bijgehaald door een groep met 
Paolo Ferretti, Roland Freymond, Carlos Lavado, Toni Mang, Didier de Radiguès en Jean-Louis Tournadre. Uiteindelijk werd Mang tweede voor Tournadre, die zich beperkt had tot volgen en pas in de laatste ronde de derde plaats pakte, genoeg om aan de leiding van het WK te blijven.
Zweden, Anderstorp
De 250cc-race werd al op zaterdag 7 augustus gereden. Christian Estrosi, die poleposition had, nam meteen de leiding, gevolgd door Freymond, Espié, Lavado, Wimmer, Baldé, Mang, Guignabodet, Sarron en Ferretti. Na één ronde nam Freymond de leiding over, gevolgd door Lavado, die echter door een gebroken schakelpedaal uitviel. Freymond liep weg van de groep Mang, Baldé en Estrosi. WK-leider Jean-Louis Tournadre was slecht gestart en bezig aan een inhaalrace, die hem de vierde plaats opleverde. Voor Freymond was het zijn eerste WK-overwinning, die hij volgens tuner Jörg Möller deels te danken had aan het feit dat hij van Dunlop was overgestapt op Michelin-banden.
Finland, Imatra
Terwijl Carlos Lavado, Toni Mang en Didier de Radiguès een slechte start hadden, nam Roland Freymond bij de start de leiding, met Sito Pons en Jean-Michel Mattioli als tweede en derde. Al snel kwam Christian Sarron op de tweede plaats en De Radiguès nam zelfs de eerste plaats van Freymond over nadat die een keer rechtdoor was gegaan. Uiteindelijk wilde De Radiguès niet te veel risico lopen, want zijn belangrijkste race moest nog komen. Hij liet Sarron de overwinning grijpen en nam genoegen met de tweede plaats. Jean-François Baldé viel in de derde ronde en brak zijn voet, waardoor hij in de 350cc-race niet kon starten.
Tsjecho-Slowakije, Masaryk-Ring
Didier de Radiguès had net als in de 350cc-klasse als snelste getraind, maar kreeg al in de opwarmronde een vastloper, waardoor hij niet kon starten. Nu nam Carlos Lavado de leiding en hij werd eigenlijk door niemand meer bedreigd. De aandacht richtte zich dan ook om de strijd om de tweede plaats tussen Jean-Louis Tournadre en Toni Mang, want zij stonden ook in de WK-stand dicht bij elkaar. Die strijd begon in de zevende ronde, toen Tournadre en Mang elkaar vonden in een groep met Sito Pons en Martin Wimmer. Zoals altijd bekeek Tournadre het gevecht van de achterkant, want hij ging zeer behoedzaam om met zijn materiaal. Zo vocht Mang om de tweede plaats met Sito Pons, die hij probeerde uit te remmen. Mang had echter - met het oog op de natte plekken op de baan - een intermediate-voorband laten monteren en verloor dit remduel. Hij moest rechtdoor en verloor een groot aantal posities. Vlak voor de finish plaatste Tournadre zijn aanval: hij loste Pons, Wimmer en Fernandez en werd tweede. Mang moest intussen nog hard werken om de achtste plaats te veroveren op Massimo Matteoni, Jean-Marc Toffolo en Jacques Bolle. Tournadre kwam in een comfortabele positie: als Toni Mang de twee laatste GP's won hoefde hij slechts twee derde plaatsen te scoren om wereldkampioen te worden.
San Marino, Mugello
Toni Mang nam meteen de leiding in de 250cc-race, terwijl Jean-Louis Tournadre slecht startte en in het middenveld terechtkwam. Mang ging een duel aan met Carlos Lavado, maar die viel waardoor Mang het rijk alleen had, gevolgd door een groepje met Roland Freymond, Massimo Broccoli, Martin Wimmer en de inmiddels aangesloten Tournadre. Zoals gebruikelijk viel Tournadre pas in de slotfase aan, niet op Mang, die te ver weg was, maar op Freymond, die derde werd.
Duitsland, Hockenheim
Het dilemma van Martin Wimmer, wel of niet steun verlenen aan Toni Mang, loste zichzelf tijdens de opwarmronde al op, want zijn machine viel stil omdat de bouten van de cilinderkop niet waren vastgedraaid. Didier de Radiguès (vierde trainingstijd) startte niet omdat hij zich wilde sparen voor de 350cc-race. Jean-Louis Tournadre startte vanaf de twaalfde plaats goed, maar kon toch niet voorkomen dat hij in de tweede groep terechtkwam. De kopgroep bestond uit Thierry Espié, Christian Estrosi, Paolo Ferretti, Roland Freymond en Toni Mang, de tweede groep uit Patrick Fernandez, Jean-Louis Guignabodet, Manfred Herweh, Sito Pons, Jean-Marc Toffolo en Tournadre. Mang liep van de groep weg, maar was in gezelschap van Espié en Ferretti en die drie wisselden regelmatig de koppositie. Freymond viel terug, net als Estrosi, maar die laatste was wellicht al aan zijn opdracht bezig: niet vóór Tournadre finishen. Intussen verleende Herweg steun aan Mang door Tournadre waar hij kon in de weg te rijden en soms zelfs bijna naast de baan te duwen. Ferretti kon Mang uiteindelijk niet volgen en Espié schoot een keer rechtdoor waardoor hij ook de aansluiting verloor. Mang kon zo ongehinderd de race winnen, maar Estrosi en Fernandez verhinderden verdere aanvallen van Herweh op Tournadre. Ferretti werd tweede en Espié derde, maar de Fransen wisten, uitgefloten door het Duitse publiek, Tournadre naar de vierde plaats en de wereldtitel te loodsen. Toni Mang was echter wel sportief en was de eerste die Tournadre feliciteerde.

### Uitslagen 250 cc
|    | Datum        | Race                     | Circuit           | 1e                   | 2e                   | 3e                   | Poleposition        | Snelste ronde        |
| -- | ------------ | ------------------------ | ----------------- | -------------------- | -------------------- | -------------------- | ------------------- | -------------------- |
| 1  | 9 mei        | GP van Frankrijk         | Nogaro            | Jean-Louis Tournadre | Jean-François Baldé  | Jeffrey Sayle        | Patrick Igoa        | Jean-François Baldé  |
| 2  | 23 mei       | GP van Spanje            | Jarama            | Carlos Lavado        | Jean-Louis Tournadre | Toni Mang            | Jean-François Baldé | Jean-François Baldé  |
| 3  | 30 mei       | GP des Nations           | Misano            | Toni Mang            | Roland Freymond      | Jean-Louis Tournadre | Massimo Matteoni    | Toni Mang            |
| 4  | 26 juni      | Dutch TT                 | Assen             | Toni Mang            | Jean-Louis Tournadre | Jeffrey Sayle        | Didier de Radiguès  | Jeffrey Sayle        |
| 5  | 4 juli       | GP van België            | Spa-Francorchamps | Toni Mang            | Graeme McGregor      | Didier de Radiguès   | Toni Mang           | Toni Mang            |
| 6  | 18 juli      | GP van Joegoslavië       | Rijeka            | Didier de Radiguès   | Paolo Ferretti       | Jean-Louis Tournadre | Didier de Radiguès  | Jean-Louis Tournadre |
| 7  | 1 augustus   | GP van Groot-Brittannië  | Silverstone       | Martin Wimmer        | Toni Mang            | Jean-Louis Tournadre | Martin Wimmer       | Toni Mang            |
| 8  | 7 augustus   | GP van Zweden            | Anderstorp        | Roland Freymond      | Toni Mang            | Jean-François Baldé  | Christian Estrosi   | Roland Freymond      |
| 9  | 15 augustus  | GP van Finland           | Imatra            | Christian Sarron     | Didier de Radiguès   | Sito Pons            | Didier de Radiguès  | Christian Sarron     |
| 10 | 29 augustus  | GP van Tsjecho-Slowakije | Masaryk-Ring      | Carlos Lavado        | Jean-Louis Tournadre | Martin Wimmer        | Didier de Radiguès  | Jean-Louis Tournadre |
| 11 | 5 september  | GP van San Marino        | Mugello           | Toni Mang            | Jean-Louis Tournadre | Roland Freymond      | Carlos Lavado       | Carlos Lavado        |
| 12 | 26 september | GP van Duitsland         | Hockenheim        | Toni Mang            | Paolo Ferretti       | Thierry Espié        | Toni Mang           | Thierry Espié        |

### Eindstand 250 cc
| Pos. | Coureur                | Merk                 | Ptn. |
| ---- | ---------------------- | -------------------- | ---- |
| 1    | Jean-Louis Tournadre   | Yamaha               | 118  |
| 2    | Toni Mang              | Kawasaki             | 117  |
| 3    | Roland Freymond        | MBA                  | 72   |
| 4    | Martin Wimmer          | Spondon-Yamaha       | 48   |
| 5    | Carlos Lavado          | Yamaha               | 39   |
| 6    | Didier de Radiguès     | Chevallier-Yamaha    | 38   |
| 7    | Paolo Ferretti         | MBA                  | 34   |
| 8    | Jean-Louis Guignabodet | Kawasaki             | 30   |
| 9    | Jeffrey Sayle          | Armstrong-Rotax      | 27   |
| 10   | Christian Sarron       | Yamaha               | 26   |
| 11   | Christian Estrosi      | Pernod               | 23   |
| 12   | Jean-François Baldé    | Kawasaki             | 22   |
| 13   | Thierry Espié          | Pernod               | 22   |
| 14   | Patrick Fernandez      | Bimota-Bartol        | 21   |
| 15   | Sito Pons              | Cobas-Rotax          | 18   |
| 16   | Graeme McGregor        | Waddon Ehrlich-Rotax | 17   |
| 17   | Jacques Cornu          | Yamaha               | 17   |

| Pos. | Coureur              | Merk                          | Ptn. |
| ---- | -------------------- | ----------------------------- | ---- |
| 18   | Antonio Neto         | Yamaha                        | 12   |
| 19   | Jacques Bolle        | Yamaha                        | 11   |
| 20   | Massimo Matteoni     | Bimota-Yamaha                 | 11   |
| 21   | Massimo Broccoli     | Yamaha                        | 11   |
| 22   | Jean-Michel Mattioli | Yamaha                        | 10   |
| 23   | Donnie Robinson      | Yamaha / Spondon-Yamaha       | 10   |
| 24   | Marcellino Lucchi    | Yamaha                        | 9    |
| 25   | Gabriel Grabia       | Yamaha                        | 5    |
| 26   | Manfred Herweh       | Yamaha                        | 4    |
| 26   | Reinhold Roth        | Yamaha                        | 4    |
| 28   | Tony Head            | Waddon-Rotax                  | 4    |
| 28   | Richard Schlachter   | Waddon Ehrlich-Rotax / Yamaha | 4    |
| 30   | Mar Schouten         | MBA                           | 3    |
| 31   | Bengt Elgh           | Yamaha                        | 2    |
| 32   | Pierluigi Conforti   | Kawasaki                      | 1    |
| 32   | André Gouin          | Yamaha                        | 1    |
| 32   | Jean-Marc Toffolo    | Rotax                         | 1    |

### Constructeurstitel 250 cc
| Pos. | Constructeur | Ptn. |
| ---- | ------------ | ---- |
| 1    | Yamaha       | 140  |
| 2    | Kawasaki     | 131  |
| 3    | MBA          | 94   |
| 4    | Chevallier   | 38   |
| 5    | Pernod       | 36   |

## 125cc-klasse
Ángel Nieto won met zijn Garelli vijf van de zes races in de eerste helft van het seizoen. De zesde was de geboycotte Franse Grand Prix. In de Grand Prix van België en de Grand Prix van Joegoslavië had hij wat bandenproblemen, maar daar profiteerde de concurrentie niet van. Teamgenoot Eugenio Lazzarini hield zich netjes aan de stalorders en eindigde als tweede in het kampioenschap. Twee races voor het einde van het seizoen ging Nieto op vakantie, maar daar profiteerde vooral Iván Palazzese van. De jonge Venezolaan die altijd met zijn ouders reisde haalde met de oude MBA van Pier Paolo Bianchi in de laatste drie GP's 41 punten en werd derde in het kampioenschap. 
Argentinië, Buenos Aires
Zoals verwacht werd de 125cc-race gewonnen door Ángel Nieto met zijn tot Garelli omgedoopte Minarelli, maar in het begin van de race reed Hans Müller met zijn privé-MBA aan de leiding. Hij viel echter steeds verder terug en stopte met een defecte krukas. Hugo Vignetti kon lang goed strijd leveren met Nieto, maar zijn motor werd zienderogen trager en uiteindelijk werd hij slechts zevende toen hij zijn afgeslagen motor over de streep duwde. Ricardo Tormo werd met de Sanvenero tweede en Willy Pérez werd in zijn thuisrace derde. August Auinger verspeelde een podiumplaats door een vergissing. Hij was in de veronderstelling dat de race was afgelopen toen er nog een ronde gereden moest worden en was zo verbaasd dat hij niet werd afgevlagd dat Pérez hem weer voorbij ging.
Oostenrijk, Salzburgring
Eugenio Lazzarini had in Argentinië slechts drie punten gescoord en mocht van teamgenooit Nieto waarschijnlijk de leiding nemen, terwijl Nieto zich bezighield met de strijd om de twee plaats met August Auinger en Ricardo Tormo. Zes ronden voor het einde viel Lazzarini met een kapotte motor uit. Tormo was toen al door een val uitgeschakeld en Auinger besloot zich tevreden te stellen met de tweede plaats achter Nieto en vlak voor Pier Paolo Bianchi.
Frankrijk, Nogaro
Zonder de stakende toprijders verliep de 125cc-race enigszins saai. Jean-Claude Selini moest in het begin nog vechten tegen Johnny Wickström en Iván Palazzese, maar die laatste gaf tegen het einde van de race op (werd als 21e geklasseerd) en Wickström had op het einde ruim 30 seconden achterstand.
Spanje, Jarama
Hans Müller startte in Spanje als snelste, nadat August Auinger al in de opwarmronde gestopt was met een gebroken ketting. Na drie ronden nam Ángel Nieto de leiding over, maar zoals wel vaker was die van plan een toneelstukje op te voeren om de indruk te wekken dat er enige spanning in de strijd was. Iván Palazzese mocht de leiding nemen, en daarna Pier Paolo Bianchi. Die laatste reed met een kapotte machine de pit binnen en acht ronden voor het einde viel ook Palazzese uit. Nieto stuurde daarop teamgenoot Eugenio Lazzarini naar voren, maar die moest uiteindelijk genoegen nemen met de tweede plaats.
Nations GP, Misano
Pier Paolo Bianchi had in de 125cc-klasse als snelste getraind, maar hij startte zeer slecht. De race werd aanvankelijk aangevoerd door Maurizio Vitali, gevolgd door Ángel Nieto, die aan zijn val met de 500cc-Honda in Spanje veel pijn had overgehouden. Nieto wist Vitali even te passeren, maar plotseling werden ze allebei ingehaald door Bianchi, die zijn achterstand had goedgemaakt en duidelijk sneller was. Om de vierde plaats vochten Ricardo Tormo en Hugo Vignetti, waardoor het erop leek dat Sanvenero met Bianchi, Tormo en Vignetti goede zaken ging toen. Bianchi ging op een zekere overwinning af, maar viel over een oliespoor en werd gepasseerd door Vitali en Nieto. Hij pakte zijn motor op en zette de achtervolging weer in. In de laatste ronde brak de krukas van Vitali, waardoor Nieto toch nog won. Bianchi werd tweede en Iván Palazzese werd derde. Vignetti werd vierde nadat ook de Sanvenero van Tormo stuk was gegaan. Nieto had zoveel pijn dat hij na de race door een ambulance moest worden afgevoerd.
Dutch TT, Assen
Met de achtste startpositie had Ángel Nieto duidelijk niet het achterste van zijn tong laten zien, want na de start zat hij bij de Bedeldijk al achter koploper Pier Paolo Bianchi. Zij voltooiden de eerste ronde als snelsten, maar werden ingelopen door August Auinger, Eugenio Lazzarini, Pierluigi Aldrovandi en Hans Müller. Teamgenoten Nieto en Lazzarini waren bereid de spanning er een aantal ronden in te houden en zelfs privérijder Auinger mocht twee ronden op kop rijden. Voor het publiek zag het er spannend uit, tot de Garelli-coureurs het genoeg vonden en ervandoor gingen. Auinger viel uit door een vastloper en Bianchi in de laatste ronde door een gebroken krukas. Lazzarini nam de leiding en dwong zijn teamgenoot Nieto een nieuw ronderecord te rijden om hem te achterhalen. Dat leverde hem achteraf een woede-uitbarsting van Nieto op.
België, Spa-Francorchamps
Ángel Nieto had weer eens slecht getraind (achtste), maar dat was voor kenners niets nieuws. Het hoorde bij het spelletje dat hij speelde om de strijd nog een beetje spannend te laten lijken. Dat deed hij tijdens de races ook, om op het laatste moment de leiding te nemen en te winnen. Het was dan ook niet verwonderlijk dat hij een bescheiden vierde positie in de kopgroep nam, die geleid werd door Ricardo Tormo en verder bestond uit Pier Paolo Bianchi en Eugenio Lazzarini. Na twee ronden begonnen August Auinger en Hans Müller op deze groep in te lopen. Nieto's spel ging echter niet op: tegen het einde begon Tormo pas echt gas te geven en hij won met twee seconden voorsprong op Lazzarini en Bianchi. Nieto werd in de laatste ronde zelfs gepasseerd door Hans Müller, die had gezien dat Nieto problemen had in de bochten, maar op de rechte stukken wel sneller was. Nieto had duidelijk bandenproblemen, maar nam de schuld na de race op zich. Hij verklaarde dat hij gewoon een "off day" had gehad.
Joegoslavië, Rijeka
De overwinning van zijn Sanvenero-teamgenoot Ricardo Tormo in België gaf Pier Paolo Bianchi hoop op succes in Joegoslavië. Hij had ook kopstart, maar werd op korte afstand gevolgd door Eugenio Lazzarini, Ángel Nieto en Tormo. Een paar keer wisselden de posities, maar uiteindelijk nam Lazzarini de leiding en hij begon snel weg te lopen. Tormo lag op de tweede plaats toen hij in de tiende ronde viel waardoor Bianchi op de tweede plaats kwam. Die finishte ruim 14 seconden voor Ángel Nieto, die al vijf GP's gewonnen had maar sinds België problemen leek te hebben, vooral met zijn achterband.
Groot-Brittannië, Silverstone
De 125cc-race vormde de dagsluiter van de Britse GP en de strijd om de eerste twee plaatsen was erg spannend. Ze ging tussen Ángel Nieto (Garelli) en Ricardo Tormo (Sanvenero). Nieto won uiteindelijk, maar hij stak zijn armen bijna te vroeg in de lucht. Daardoor was het verschil op de finishlijn slechts een honderdste seconde.
Zweden, Anderstorp
Het Sanvenero-team stond er na de kwalificatietraining goed voor met Ricardo Tormo en Pier Paolo Bianchi op de eerste twee startplaatsen. Ángel Nieto stond zevende met twee seconden achterstand, maar wist dat hij slechts één punt nodig had om de wereldtitel veilig te stellen. Er zou echter geen Sanvenero in de punten komen. In de tweede ronde viel semi-fabrieksrijder Olivier Liégeois, in de vierde ronde Ricardo Tormo (door een vastloper) en in de negende ronde Pier Paolo Bianchi terwijl hij ruim op kop lag. Zo kwam de leiding vanzelf in handen van Iván Palazzese, die ze niet meer uit handen zou geven, hoewel Eugenio Lazzarini nog erg dichtbij kwam. Lazzarini had een groot probleem: de moer van zijn achtervorkas was met schroefdraad en al verdwenen. Omdat de as tegen de stroomlijnkuip kwam bleef hij zitten en dat was maar goed ook, want die as hield ook de motor op zijn plaats. Het geheel werd er wel onstabiel door, maar Lazzarini wist na een tijdje zijn rijstijl aan het probleem aan te passen en zelfs de snelste ronde te rijden.
Finland, Imatra
Ricardo Tormo startte als snelste in Zweden, maar viel waardoor Iván Palazzese de leiding overnam. Palazzese toonde zich een echte regenrijder, want na de toch al kletsnatte 250cc-race stroomde het water over het circuit, maar hij reed bijna alle concurrenten op een ronde. August Auinger werd tweede en thuisrijder Johnny Wickström profiteerde van het feit dat Eugenio Lazzarini met ontstekingsproblemen terugviel naar de vijfde plaats. Daarmee stelde Lazzarini wel zijn tweede plaats in het wereldkampioenschap veilig. Maurizio Vitali kon niet profiteren van de Garelli die hij van Ángel Nieto mocht overnemen (wereldkampioen Nieto was op vakantie). Al in de trainingen had hij moeite met de machine die veel sterker was dan zijn eigen MBA en in de race viel hij, zoals zo velen. 
Tsjecho-Slowakije, Masaryk-Ring
Na de start van de 125cc-race ontstond er een kopgroep met Eugenio Lazzarini, Hans Müller en Iván Palazzese. Ricardo Tormo had een slechte start maar kwam al in de eerste ronde op de vierde plaats voor Edwin Weibel, August Auinger en Bruno Kneubühler terecht. Müller viel wat terug, maar Lazzarini won overtuigend voor Palazzese en Tormo.

### Uitslagen 125 cc
|    | Datum       | Race                     | Circuit           | 1e                 | 2e                 | 3e                   | Poleposition       | Snelste ronde      |
| -- | ----------- | ------------------------ | ----------------- | ------------------ | ------------------ | -------------------- | ------------------ | ------------------ |
| 1  | 28 maart    | GP van Argentinië        | Buenos Aires      | Ángel Nieto        | Ricardo Tormo      | Willy Pérez          | Ángel Nieto        | Ricardo Tormo      |
| 2  | 2 mei       | GP van Oostenrijk        | Salzburgring      | Ángel Nieto        | August Auinger     | Pier Paolo Bianchi   | Hans Müller        | August Auinger     |
| 3  | 9 mei       | GP van Frankrijk         | Nogaro            | Jean-Claude Selini | Johnny Wickström   | Hugo Vignetti        | Jean-Claude Selini | Jean-Claude Selini |
| 4  | 23 mei      | GP van Spanje            | Jarama            | Ángel Nieto        | Eugenio Lazzarini  | Pierluigi Aldrovandi | Eugenio Lazzarini  | Eugenio Lazzarini  |
| 5  | 30 mei      | GP des Nations           | Misano            | Ángel Nieto        | Pier Paolo Bianchi | Iván Palazzese       | Pier Paolo Bianchi | Pier Paolo Bianchi |
| 6  | 26 juni     | Dutch TT                 | Assen             | Ángel Nieto        | Eugenio Lazzarini  | Pierluigi Aldrovandi | Eugenio Lazzarini  | Ángel Nieto        |
| 7  | 4 juli      | GP van België            | Spa-Francorchamps | Ricardo Tormo      | Eugenio Lazzarini  | Pier Paolo Bianchi   | Ricardo Tormo      | Eugenio Lazzarini  |
| 8  | 18 juli     | GP van Joegoslavië       | Rijeka            | Eugenio Lazzarini  | Pier Paolo Bianchi | Ángel Nieto          | Eugenio Lazzarini  | Eugenio Lazzarini  |
| 9  | 1 augustus  | GP van Groot-Brittannië  | Silverstone       | Ángel Nieto        | Ricardo Tormo      | Pier Paolo Bianchi   | Ángel Nieto        | Ángel Nieto        |
| 10 | 8 augustus  | GP van Zweden            | Anderstorp        | Iván Palazzese     | Eugenio Lazzarini  | August Auinger       | Ricardo Tormo      | Eugenio Lazzarini  |
| 11 | 15 augustus | GP van Finland           | Imatra            | Iván Palazzese     | August Auinger     | Johnny Wickström     | Hans Müller        | Iván Palazzese     |
| 12 | 29 augustus | GP van Tsjecho-Slowakije | Masaryk-Ring      | Eugenio Lazzarini  | Iván Palazzese     | Ricardo Tormo        | Hans Müller        | Eugenio Lazzarini  |

### Eindstand 125 cc
| Pos. | Coureur              | Merk          | Ptn. |
| ---- | -------------------- | ------------- | ---- |
| 1    | Ángel Nieto          | Garelli       | 111  |
| 2    | Eugenio Lazzarini    | Garelli       | 95   |
| 3    | Iván Palazzese       | MBA           | 75   |
| 4    | Pier Paolo Bianchi   | Sanvenero     | 59   |
| 5    | Ricardo Tormo        | Sanvenero     | 58   |
| 6    | August Auinger       | Bartol-MBA    | 55   |
| 7    | Pierluigi Aldrovandi | MBA           | 52   |
| 8    | Hans Müller          | MBA           | 49   |
| 9    | Jean-Claude Selini   | MBA           | 39   |
| 10   | Johnny Wickström     | MBA           | 33   |
| 11   | Hugo Vignetti        | Sanvenero     | 26   |
| 12   | Willy Pérez          | MBA           | 20   |
| 13   | Maurizio Vitali      | MBA / Garelli | 19   |
| 14   | Gerhard Waibel       | Seel-MBA      | 19   |
| 15   | Bruno Kneubühler     | MBA           | 18   |
| 16   | Domenico Brigaglia   | MBA           | 14   |

| Pos. | Coureur             | Merk        | Ptn. |
| ---- | ------------------- | ----------- | ---- |
| 17   | Alfred Waibel       | MBA         | 7    |
| 18   | Matti Kinnunen      | MBA         | 6    |
| 19   | Hans-Jürgen Hummel  | Sachs-MBA   | 5    |
| 20   | Roberto Ruosi       | MBA         | 5    |
| 21   | Erich Klein         | MBA         | 4    |
| 21   | Anton Straver       | MBA         | 4    |
| 23   | Jikka Jaakkola      | MBA         | 4    |
| 24   | Helmut Lichtenberg  | MBA         | 3    |
| 24   | Olivier Liégeois    | Sanvenero   | 3    |
| 24   | Stefan Dörflinger   | Krauser-MBA | 3    |
| 27   | Alex Bedford        | MBA         | 2    |
| 28   | Per-Edvard Carlsson | Bakker-MBA  | 1    |
| 28   | Esa Kytölä          | MBA         | 1    |
| 28   | Libero Piccirillo   | MBA         | 1    |
| 28   | Henk van Kessel     | MBA         | 1    |

### Constructeurstitel 125 cc
| Pos. | Constructeur | Ptn. |
| ---- | ------------ | ---- |
| 1    | Garelli      | 150  |
| 2    | MBA          | 131  |
| 3    | Sanvenero    | 102  |

## 50cc-klasse
Net als in de 350cc-klasse, die na 1982 zou worden afgeschaft, staken fabrieken ook geen geld meer in de 50cc-klasse, die in 1984 zou verdwijnen. Kreidler kon dat al helemaal niet, want dat balanceerde op de rand van het faillissement. Daardoor werd ook het Van Veen-fabrieksteam opgeheven. Stefan Dörflinger kreeg wel nog steeds steun van tuner Herbert Rittberger, maar nu onder de vlag van Mike Krauser. Garelli maakte wel een sprong voorwaarts: Eugenio Lazzarini kreeg nu steun van Jan Thiel, nadat hij het hele seizoen 1981 tevergeefs had moeten wachten tot de machine eindelijk raceklaar was. Lazzarini viel echter uit in Italië en met slechts zes races in het seizoen kon hij dat niet meer goedmaken. Dörflinger won de eerste drie races en werd drie keer tweede, Lazzarini won de laatste drie races maar had slechts twee tweede plaatsen en moest daardoor de titel aan Dörflinger laten. Claudio Lusuardi pakte in de laatste race de derde plaats in het kampioenschap en een andere opvallende rijder was Giuseppe Ascareggi, die in 1981 Europees kampioen was geworden en in zijn eerste seizoen op het hoogste niveau al vijfde werd. 
Spanje, Jarama
In deze openingsrace van de 50cc-klasse liet Stefan Dörflinger zijn teamgenoot Eugenio Lazzarini twee ronden op kop rijden, maar toen nam hij de leiding over. In de derde ronde viel Ricardo Tormo, die met een gebroken pink gestart was, uit terwijl hij op de derde plaats lag. Het werd de spannendste race van de dag omdat er om de andere posities nog gestreden werd. Theo Timmer moest zijn derde plaats afstaan aan Claudio Lusuardi omdat zijn Bultaco water lekte en steeds warmer werd.
Nations GP, Misano
Stefan Dörflinger was in de training ruim 2 seconden sneller geweest dan Eugenio Lazzarini en het was dan ook een verrassing dat Lazzarini in de race gewoon kon volgen. In de achtste ronde liep de Garelli echter vast en had Dörflinger het rijk alleen. Achter hem reed Ricardo Tormo tamelijk eenzaam, maar daarachter was een gevecht bezig tussen Claudio Lusuardi en Giuseppe Ascareggi, dat door Lusuardi werd gewonnen. Toen Tormo te dichtbij kwam gaf Dörflinger wat gas bij, waardoor Tormo twijfelde of de Kreidler van Dörflinger wel aan de reglementen voldeed. Hij diende een protest in, maar de motor bleek exact 49,6 cc te meten.
Dutch TT, Assen
Stefan Dörflinger was al in de training ruim 3½ seconde sneller dan de concurrentie. Ook in de race was hij veruit de snelste. Hij won met acht seconden voorsprong, maar verklaarde na de race dat hij makkelijk twee seconden per ronde sneller had kunnen rijden. Eugenio Lazzarini had op zijn beurt weer twintig seconden voorsprong op Ricardo Tormo, die een slechte start had gehad.
Joegoslavië, Rijeka
De 50cc-klasse opende om 12.00 uur het programma. Stefan Dörflinger had bijna twee seconden sneller getraind dan Ricardo Tormo, maar hij had al drie van de zes races gewonnen en wenste niet al te veel risico te nemen. Claudio Lusuardi nam na de start de leiding, maar werd in de derde ronde ingehaald door Eugenio Lazzarini en Dörflinger. Ricardo Tormo was slecht gestart, maar sloot aan bij Dörflinger en passeerde hem samen met Lusuardi, Giuseppe Ascareggi en Jorge Martínez. Uiteindelijk kon Tormo Lazzarini niet meer bedreigen en hij viel zelfs weer terug tot achter Dörflinger, die tweede werd. Het was de eerste overwinning voor de 50cc-Garelli, die door Jan Thiel ontwikkeld was. 
San Marino, Mugello
Eugenio Lazzarini kon zijn theoretische kans op de wereldtitel behouden door te winnen met minstens vijf seconden voorsprong op Stefan Dörflinger en vervolgens ook de Grand Prix van Duitsland te winnen. Het zou echter veel verschil maken als Dörflinger deze race helemaal niet zou uitrijden. Na de start wisten ze al snel Claudio Lusuardi af te schudden en Dörflinger nam de leiding, opgejaagd door Lazzarini die probeerde Dörflinger tot een fout te dwingen. Lazzarini moest met minstens vijf seconden verschil winnen, maar Dörflinger liet hem voorbij en bleef de hele race binnen anderhalve seconde achter hem. Na de finish was hij dus zeker van zijn wereldtitel.
Duitsland, Hockenheim
De 50cc-klasse opende de Duitse Grand Prix en vanaf de start liepen Stefan Dörflinger en Eugenio Lazzarini weg van de rest van het veld. Dörflinger was in de training twee seconden sneller geweest, maar in de laatste ronde nam Lazzarini in het Motodrom een kleine voorsprong en won de race. Voor het wereldkampioenschap maakte dat geen verschil. Dat was er wel voor Claudio Lusuardi, die derde werd. Omdat zijn concurrent Giuseppe Ascareggi slechts elfde werd veroverde Lusuardi de derde plaats in het WK.

### Uitslagen 50 cc
|   | Datum        | Race               | Circuit    | 1e                | 2e                | 3e                 | Poleposition      | Snelste ronde     |
| - | ------------ | ------------------ | ---------- | ----------------- | ----------------- | ------------------ | ----------------- | ----------------- |
| 1 | 23 mei       | GP van Spanje      | Jarama     | Stefan Dörflinger | Eugenio Lazzarini | Claudio Lusuardi   | Stefan Dörflinger | Stefan Dörflinger |
| 2 | 30 mei       | GP des Nations     | Misano     | Stefan Dörflinger | Ricardo Tormo     | Claudio Lusuardi   | Stefan Dörflinger | Stefan Dörflinger |
| 3 | 26 juni      | Dutch TT           | Assen      | Stefan Dörflinger | Eugenio Lazzarini | Ricardo Tormo      | Stefan Dörflinger | Stefan Dörflinger |
| 4 | 18 juli      | GP van Joegoslavië | Rijeka     | Eugenio Lazzarini | Stefan Dörflinger | Ricardo Tormo      | Stefan Dörflinger | Eugenio Lazzarini |
| 5 | 5 september  | GP van San Marino  | Mugello    | Eugenio Lazzarini | Stefan Dörflinger | Giuseppe Ascareggi | Eugenio Lazzarini | Eugenio Lazzarini |
| 6 | 26 september | GP van Duitsland   | Hockenheim | Eugenio Lazzarini | Stefan Dörflinger | Claudio Lusuardi   | Stefan Dörflinger | Stefan Dörflinger |

### Eindstand 50 cc
| Pos. | Coureur            | Merk              | Ptn. |
| ---- | ------------------ | ----------------- | ---- |
| 1    | Stefan Dörflinger  | Krauser-Kreidler  | 81   |
| 2    | Eugenio Lazzarini  | Garelli           | 69   |
| 3    | Claudio Lusuardi   | Villa             | 43   |
| 4    | Ricardo Tormo      | Bultaco           | 40   |
| 5    | Giuseppe Ascareggi | Minarelli         | 38   |
| 6    | Hans-Jürgen Hummel | Sachs             | 19   |
| 7    | Theo Timmer        | Bultaco           | 15   |
| 8    | Massimo De Lorenzi | Minarelli         | 14   |
| 9    | Hans Spaan         | Van Veen-Kreidler | 12   |
| 10   | Hagen Klein        | Massa-Real        | 10   |
| 11   | Jorge Martínez     | Bultaco           | 10   |
| 12   | Reiner Scheidhauer | Kreidler          | 10   |

| Pos. | Coureur             | Merk     | Ptn. |
| ---- | ------------------- | -------- | ---- |
| 13   | George Looijesteijn | Kreidler | 9    |
| 14   | Otto Machinek       | Kreidler | 5    |
| 14   | Gerhard Bauer       | Kreidler | 5    |
| 16   | Ingo Emmerich       | Kreidler | 5    |
| 17   | Rolf Blatter        | Kreidler | 2    |
| 17   | Paolo Priori        | Paolucci | 2    |
| 17   | Gerhard Singer      | Kreidler | 2    |
| 17   | Peter Verbic        | Kreidler | 2    |
| 21   | Henk van Kessel     | Kreidler | 1    |
| 21   | Paul Rimmelzwaan    | Roton    | 1    |
| 21   | Mauro Mordenti      | Rossi    | 1    |

### Constructeurstitel 50 cc
| Pos. | Constructeur | Ptn. |
| ---- | ------------ | ---- |
| 1    | Kreidler     | 81   |
| 2    | Garelli      | 69   |
| 3    | Bultaco      | 48   |
| 4    | Villa        | 43   |
| 5    | Minarelli    | 38   |

## Zijspanklasse
Hoogmoed komt voor de val. Dat merkte Rolf Biland in dit seizoen. Met zijn speciaal gestroomlijnde Krauser-LCR leek hij onverslaanbaar. Al in de eerste race won hij met bijna een minuut voorsprong op Alain Michel. Daarna begon hij zijn tegenstanders te vernederen: in Assen stopte hij voor de streep om daarna zijn combinatie met 40 seconden voorsprong over de finish te duwen en in België maakte hij demonstratief een nutteloze pitstop om vervolgens vier combinaties in te halen en alsnog te winnen. In Engeland viel hij uit door een defecte motor, maar in Zweden won hij weer, net als in Finland, waar in eerste instantie geen punten werden toegekend door een fout van de internationale jury. In Mugello nam Biland tijdens de trainingen te veel risico (ook volgens zijn eigen bakkenist Kurt Waltisperg). Biland brak een sleutelbeen, waardoor hij niet kon starten. Werner Schwärzel en Andreas Huber vierden hun wereldtitel, maar toen de FIM een week later de in Finland gemaakte fout herstelde had Biland ineens nog een zeer kleine kans op de titel.  
Oostenrijk, Salzburgring
Na de spanning in de 500cc-race was de openingsrace van de zijspanklasse tamelijk saai. Rolf Biland en Kurt Waltisperg gingen er vanaf de start meteen vandoor, terwijl Jean-François Monnin al meteen zijn bakkenist verloor. Alain Michel/Michael Burkhardt konden Biland niet volgen, maar werden zelf ook niet bedreigd en werden tweede. Om de derde plaats werd wel gevochten, door Egbert Streuer/Bernard Schnieders, Derek Jones/Brian Ayres en Werner Schwärzel/Andreas Huber. Streuer blies zijn motor op en Jones verloor zijn bakkenist, waardoor er met Schwärzel drie combinaties uit het team van Mike Krauser op het podium stonden.
Dutch TT, Assen
Egbert Streuer was tweede in de trainingen, maar toch nog ruim vijf seconden langzamer dan de combinatie Rolf Biland/Kurt Waltisperg. Na de 500cc-race was het opnieuw gaan regenen en toen er daardoor twee opwarmronden gereden waren was het inmiddels 18.30 uur. Biland/Waltisperg namen meteen de leiding, gevolgd door Streuer/Schnieders, maar Streuers vizier besloeg en hij moest een aantal concurrenten laten passeren. Nadat Derek Jones/Brian Ayres door Alain Michel/Michael Burkhardt van de tweede plaats waren verdrongen vielen ze uit, waardoor er alleen om de derde plaats nog wat strijd was. Die werd gewonnen door Werner Schwärzel/Andreas Huber, voor Patrick Thomas/Jean-Marc Fresc. Biland leek het nog even spannend te maken: met 58 seconden voorsprong zette hij zijn combinatie voor de finish stil, om haar vervolgens samen met Biland over de streep te duwen.
België, Spa-Francorchamps
Rolf Biland/Kurt Waltisperg hadden twee seconden sneller getraind dan Egbert Streuer/Bernard Schnieders en ook in de race waren ze oppermachtig. Ze vochten een tijdje met Alain Michel/Michael Burkhardt, tot de Seymaz van Michel de geest gaf nadat er een steen door de radiateur was geslagen. Vervolgens stuurde Biland de pit in en kwam Streuer aan de leiding. Biland maakte intussen een praatje met zijn monteurs en stuurde de baan weer op, passeerde binnen twee ronden Derek Jones, Jock Taylor en Werner Schwärzel en nog eens twee ronden later ook Egbert Streuer. Zijn grootste concurrent Werner Schwärzel had de strijd om de derde plaats al verloren van Jock Taylor, waardoor Biland zijn voorsprong in het wereldkampioenschap vergrootte.
Groot-Brittannië, Silverstone
De zijspanklasse was bij de meeste GP's de dagsluiter, maar in het Verenigd Koninkrijk was ze zo populair dat ze als tweede race werd verreden en zelfs rechtstreeks door de BBC werd uitgezonden. Rolf Biland was zoals altijd trainingssnelste, maar in de race reed hij slechts één ronde op kop. Toen kwam hij de pit binnen met een gat in een zuiger en een kapotte ontsteking. Egbert Streuer en Bernard Schnieders kwamen op kop en konden die ook tamelijk gemakkelijk vasthouden. Achter hen reed Derek Jones, maar die had grote moeite met het tempo, stond een aantal keren dwars uiteindelijk kantelde de combinatie in Woodcote's. Nu werden Werner Schwärzel/Andreas Huber tweede, voor Steve Abbott en Shaun Smith, die pas hun tweede GP van het seizoen reden. Trevor Ireson was eerst in gevecht geweest met Schwärzel, maar viel uit door een gebroken drijfstang. Ook andere kampioenskandidaten vielen uit: Michel/Burkhardt (ook door een drijfstang) en Taylor/Johansson (vastloper).
Zweden, Anderstorp
Er was weinig spanning in de zijspanrace, want Rolf Biland/Kurt Waltisperg namen meteen de leiding en begonnen weg te lopen van Werner Schwärzel/Andreas Huber, die op hun beurt ook niet bedreigd werden. Jock Taylor/Benga Johansson werden derde, omdat voor hen de combinaties Alain Michel/Michael Burkhardt en Masato Kumano/Kunio Takeshima uitvielen.
Finland, Imatra
Door de problemen die de solorijders ondervonden was het duidelijk dat de zijspancombinaties met hun brede banden veel problemen door aquaplaning zouden krijgen en Rolf Biland stelde voor niet te starten. Werner Schwärzel en Egbert Streuer waren het daarmee eens, maar o.a. Alain Michel en Jock Taylor wilden rijden. Dat dwong ook de anderen te rijden. Rolf Biland/Kurt Waltisperg reden aan de leiding voor Alain Michel/Michael Burkhardt, Werner Schwärzel/Andreas Huber en Jock Taylor/Benga Johansson. In de vierde ronde reed Taylor op het rechte stuk voor de pit aan de rechterkant van de weg, toen het zijspanwiel werd gegrepen door een waterplas, ontstaan door spoorvorming. De combinatie tolde in het rond en vouwde zich rond een onbeschermde houten lichtmast. Johansson werd uit het zijspan geslingerd en kwam met de schrik vrij, maar Taylor zat bekneld in zijn combinatie. Een aantal brandweermensen schoot te hulp om Taylor uit zijn zijspancombinatie te zagen en baanposten vroegen de organisatie de race te staken, maar dat werd geweigerd. Volgens Egbert Streuer (na de race) werden ook de gele vlaggen niet gerespecteerd en werd hij terwijl die vlaggen werden gezwaaid op volle snelheid gepasseerd door Pentti Niininvara, Jean-François Monnin en Patrick Thomas. In de zesde ronde verloor ook Niinivara de controle en hij botste op de machine van Taylor, die nog steeds niet bevrijd was. Hierbij brak een brandweerman een been, net als Niinivara's passagier Vesa Bienek en werden vier hulpverleners lichtgewond. Een ronde later werd de race eindelijk stilgelegd. Bienek ging naar een ziekenhuis in Imatra, maar Jock Taylor werd naar een speciaal ziekenhuis in Lappeenranta gebracht, waar hij aan interne bloedingen overleed. Er werd wel vastgesteld dat de botsing van Niinivara geen invloed had gehad op de dood van Jock Taylor. De organisatie durfde het ondanks alles aan om de rijders te vragen de race te herstarten, omdat er niet voldoende ronden waren voltooid om de race te laten tellen voor het wereldkampioenschap, maar daar was niemand meer toe bereid. Men verliet Finland dus zonder punten.
Pas een maand later realiseerde de FIM zich dat men in Finland een enorme blunder had begaan. Artikel 0748 van het FIM-reglement schreef namelijk voor dat, wanneer een race langer dan twee ronden maar minder dan 75% van de geplande afstand had geduurd, men halve punten moest toekennen. Daardoor werd de uitslag pas begin september aangepast, op het moment dan Werner Schwärzel en Andreas Huber hun kampioenschap al gevierd hadden.
Tsjecho-Slowakije, Masaryk-Ring
Nadat Rolf Biland de snelste trainingstijd en ook de beste start had, zag het er goed uit voor zijn WK-kansen. Nog in de eerste ronde viel hij echter uit, officieel met ontstekingsproblemen, maar na de race vertelde hij dat dit al zijn vijfde kapotte motor was. Egbert Streuer nam de leiding over tot in de vierde ronde het zijspanwiel bij een snelheid van meer dan 200 km/h afbrak. Werner Schwärzel profiteerde van dit alles het meest, want hoewel hij op de finish nipt verslagen werd door Alain Michel, nam hij met zijn twaalf punten de leiding in het wereldkampioenschap over.
San Marino, Mugello
Rolf Biland vloog in de vrije training van de baan en kwam onder zijn zijspancombinatie terecht, waardoor hij een sleutelbeen brak en zich niet kon kwalificeren voor de race. Hij was nu overgeleverd aan Werner Schwärzel, die aan twaalf punten genoeg had om wereldkampioen te worden. Egbert Streuer/Bernard Schnieders reden met enige gemak de snelste trainingsronde en namen in de race ook de leiding. Ze werden echter gepasseerd door Derek Jones/Brian Ayres, maar iedereen leek het tamelijk rustig aan te doen met het oog op de bandenslijtage op het hete asfalt. Daardoor kon Alain Michel aansluiten bij Schwärzel en Streuer. Achtereenvolgens vielen Jones en Streuer uit met motorproblemen. Alain Michel nam de leiding over, want Schwärzel dacht toen nog aan zijn tweede plaats genoeg te hebben om wereldkampioen te worden en had geen behoefte om risico's te nemen.
Duitsland, Hockenheim
Rolf Biland nam al in de eerste bocht de leiding, door Egbert Streuer tamelijk bruut de weg af te snijden. Op de natte baan wilde Streuer aanvankelijk de eerste plaats terugveroveren, maar hij koos ervoor op safe te rijden en de tweede plaats veilig te stellen. Verder was er weinig spanning, want Werner Schwärzel hoefde slechts negende te worden en hoewel zijn motor perfect liep, koos hij voor veiligheid. Zijn zesde plaats was ruim voldoende voor de wereldtitel.

### Uitslagen zijspanklasse
|   | Datum        | Race                     | Circuit           | 1e                                  | 2e                                  | 3e                               | Poleposition                        | Snelste ronde                       |
| - | ------------ | ------------------------ | ----------------- | ----------------------------------- | ----------------------------------- | -------------------------------- | ----------------------------------- | ----------------------------------- |
| 1 | 2 mei        | GP van Oostenrijk        | Salzburgring      | Rolf Biland / Kurt Waltisperg       | Alain Michel / Michael Burkhardt    | Werner Schwärzel / Andreas Huber | Rolf Biland / Kurt Waltisperg       | Rolf Biland / Kurt Waltisperg       |
| 2 | 26 juni      | Dutch TT                 | Assen             | Rolf Biland / Kurt Waltisperg       | Alain Michel / Michael Burkhardt    | Werner Schwärzel / Andreas Huber | Rolf Biland / Kurt Waltisperg       | Rolf Biland / Kurt Waltisperg       |
| 3 | 4 juli       | GP van België            | Spa-Francorchamps | Rolf Biland / Kurt Waltisperg       | Egbert Streuer / Bernard Schnieders | Jock Taylor / Benga Johansson    | Rolf Biland / Kurt Waltisperg       | Rolf Biland / Kurt Waltisperg       |
| 4 | 1 augustus   | GP van Groot-Brittannië  | Silverstone       | Egbert Streuer / Bernard Schnieders | Werner Schwärzel / Andreas Huber    | Steve Abbott / Shaun Smith       | Rolf Biland / Kurt Waltisperg       | Egbert Streuer / Bernard Schnieders |
| 5 | 8 augustus   | GP van Zweden            | Anderstorp        | Rolf Biland / Kurt Waltisperg       | Werner Schwärzel / Andreas Huber    | Jock Taylor / Benga Johansson    | Rolf Biland / Kurt Waltisperg       | Rolf Biland / Kurt Waltisperg       |
| 6 | 15 augustus  | GP van Finland           | Imatra            | Rolf Biland / Kurt Waltisperg       | Alain Michel / Michael Burkhardt    | Werner Schwärzel / Andreas Huber | Rolf Biland / Kurt Waltisperg       | Rolf Biland / Kurt Waltisperg       |
| 7 | 29 augustus  | GP van Tsjecho-Slowakije | Masaryk-Ring      | Alain Michel / Michael Burkhardt    | Werner Schwärzel / Andreas Huber    | Derek Jones / Brian Ayres        | Rolf Biland / Kurt Waltisperg       | Alain Michel / Michael Burkhardt    |
| 8 | 5 september  | GP van San Marino        | Mugello           | Alain Michel / Michael Burkhardt    | Werner Schwärzel / Andreas Huber    | Masato Kumano / Kunio Takeshima  | Egbert Streuer / Bernard Schnieders | Alain Michel / Michael Burkhardt    |
| 9 | 26 september | GP van Duitsland         | Hockenheim        | Rolf Biland / Kurt Waltisperg       | Egbert Streuer / Bernard Schnieders | Derek Jones / Brian Ayres        | Rolf Biland / Kurt Waltisperg       | Rolf Biland / Kurt Waltisperg       |

### Eindstand zijspanklasse
| Pos. | Coureur              | Bakkenist                                                             | Merk                  | Ptn. |
| ---- | -------------------- | --------------------------------------------------------------------- | --------------------- | ---- |
| 1    | Werner Schwärzel     | Andreas Huber                                                         | Krauser-Seymaz-Yamaha | 86   |
| 2    | Rolf Biland          | Kurt Waltisperg                                                       | Krauser-LCR-Yamaha    | 82,5 |
| 3    | Alain Michel         | Michael Burkhardt                                                     | Krauser-Seymaz-Yamaha | 68   |
| 4    | Egbert Streuer       | Bernard Schnieders                                                    | LCR-Yamaha            | 47,5 |
| 5    | Jock Taylor (†)      | Benga Johansson                                                       | Fowler-Windle-Yamaha  | 33   |
| 6    | Derek Jones          | Brian Ayres                                                           | LCR-Yamaha            | 29   |
| 7    | Patrick Thomas       | Jean-Marc Fresc, Horst Juhant en Helmut Schilling en Philippe Greffet | Seymaz-Yamaha         | 28   |
| 8    | Masato Kumano        | Kunio Takeshima                                                       | LCR-Yamaha            | 23   |
| 9    | Rolf Steinhausen     | Hermann Hahn                                                          | Busch-Yamaha          | 20   |
| 10   | Trevor Ireson        | Donnie Williams                                                       | Ireson-Yamaha         | 20   |
| 11   | Jean-François Monnin | Paul Gerard, Wolfgang Kalauch en Herbert Mainka                       | LCR-Yamaha            | 17   |
| 12   | Steve Abbott         | Shaun Smith                                                           | Yamaha                | 16   |
| 13   | Gérald Corbaz        | Yvan Hunziker                                                         | Seymaz-Yamaha         | 15,5 |
| 14   | Dennis Bingham       | Julia Bingham                                                         | Yamaha                | 15,5 |
| 15   | Mick Boddice         | Chas Birks                                                            | Windle-Yamaha         | 11   |
| 16   | Mick Barton          | Nick Cutmore                                                          | Yamaha                | 10   |
| 17   | Hermann Huber        | Hermann Bäsler                                                        | Lutz-Yamaha           | 8    |
| 18   | Gordon Nottingham    | Steve Johnson                                                         | Windle-Yamaha         | 6    |
| 19   | Siegfried Berger     | Edwin Berger                                                          | Yamaha                | 5    |
| 20   | Wolfgang Stropek     | Hans-Peter Demling                                                    | LCR-Yamaha            | 4    |
| 20   | Albert Giesemann     | Thomas Riedel                                                         | LCR-Yamaha            | 4    |
| 22   | Derek Bayley         | Bob Bryson                                                            | Yamaha                | 3    |
| 22   | Alfred Zurbrügg      | Martin Zurbrügg                                                       | Seymaz-Yamaha         | 3    |
| 22   | Hans Hügli           | Andreas Schütz                                                        | Seymaz-Yamaha         | 3    |
| 25   | Kurt Jelonek         | Gerhard Wagner                                                        | Yamaha                | 2    |
| 26   | John Barker          | John Brushwood                                                        | Windle-Yamaha         | 1    |
| 26   | Hein van Drie        | Martin van 't Klooster/ Charles Vroegop en Carlo Sonaglia             | LCR-Yamaha            | 1    |

### Constructeurstitel zijspanklasse
| Pos. | Constructeur | Ptn.  |
| ---- | ------------ | ----- |
| 1    | LCR          | 115,5 |
| 2    | Seymaz       | 99    |